# Liste der Spiele um die Recopa Sudamericana

Das aktuelle Sponsorenlogo

Die Liste enthält die Spiele um die Recopa Sudamericana seit ihrer ersten Austragung im Jahre 1989.

## 1989
Die erste Ausspielung des Wettbewerbs fand im Januar / Februar 1989 zwischen dem Sieger der Copa Libertadores 1988 Nacional Montevideo (Uruguay) und dem Sieger der Supercopa Sudamericana 1988 Racing Club aus Avellaneda (Argentinien) statt. Nacional Montevideo gewann in Hin- und Rückspiel den Titel.

### Hinspiel
| Nacional Montevideo                                | Nacional Montevideo | Racing Club de Avellaneda | Racing Club de Avellaneda |
| -------------------------------------------------- | --- | --- | ------------------------- |
| Nacional Montevideo                                | \| 31. Januar 1989 in Montevideo (Estadio Centenario) \| \| Ergebnis: 1:0 (0:0) \| \| Zuschauer: 20.220 \| \| Schiedsrichter: Romualdo Arppi Filho ( Brasilien) \|                                                                              | \| 31. Januar 1989 in Montevideo (Estadio Centenario) \| \| Ergebnis: 1:0 (0:0) \| \| Zuschauer: 20.220 \| \| Schiedsrichter: Romualdo Arppi Filho ( Brasilien) \|                                                                                            | Racing Club de Avellaneda |
| Nacional Montevideo                                | Jorge Seré – Tony Gómez, Daniel Revélez, Hugo de León, José Pintos Saldanha – Santiago Ostolaza, Jorge Cardaccio, Javier Cabrera (83. Carlos Soca), William Castro – Julio Zoppi (67. Daniel Fonseca), Sergio Olivera Cheftrainer: Héctor Núñez | Julio Balerio – Carlos Vásquez, Gustavo Costas, Néstor Fabbri, Carlos Olarán – Jorge Acuña, Hugo Lamadrid, Mario Videla (74. José Iglesias), Norberto Ortega Sánchez (78. Miguel Colombatti) – Ramón Medina Bello, Walter Fernández Cheftrainer: Alfio Basile | Racing Club de Avellaneda |
| Nacional Montevideo                                | 1:0 Daniel Fonseca (71.) | | Racing Club de Avellaneda |
| 31. Januar 1989 in Montevideo (Estadio Centenario) | | |                           |
| Ergebnis: 1:0 (0:0)                                | | |                           |
| Zuschauer: 20.220                                  | | |                           |
| Schiedsrichter: Romualdo Arppi Filho ( Brasilien)  | | |                           |

### Rückspiel
| Racing Club de Avellaneda                                 | Racing Club de Avellaneda | Nacional Montevideo | Nacional Montevideo |
| --------------------------------------------------------- | --- | --- | ------------------- |
| Racing Club de Avellaneda                                 | \| 6. Februar 1989 in Buenos Aires (Estadio José Amalfitani) \| \| Ergebnis: 0:0 \| \| Zuschauer: 50.000 \| \| Schiedsrichter: Gabriel González ( Paraguay) \|                                                                                              | \| 6. Februar 1989 in Buenos Aires (Estadio José Amalfitani) \| \| Ergebnis: 0:0 \| \| Zuschauer: 50.000 \| \| Schiedsrichter: Gabriel González ( Paraguay) \|                                                                             | Nacional Montevideo |
| Racing Club de Avellaneda                                 | Julio Balerio – Carlos Vásquez, Gustavo Costas, Néstor Fabbri (24. Cosme Ubaldo Zaccanti), Carlos Olarán – Jorge Acuña, Hugo Lamadrid, Mario Videla (76. Miguel Colombatti) – Ramón Medina Bello, José Iglesias, Walter Fernández Cheftrainer: Alfio Basile | Jorge Seré – Tony Gómez, Daniel Revélez, Hugo de León, Carlos Soca – Santiago Ostolaza, Jorge Cardaccio, Javier Cabrera, William Castro – Julio Zoppi (60. Daniel Fonseca), Sergio Olivera (80. Enrique Saravia) Cheftrainer: Héctor Núñez | Nacional Montevideo |
| 6. Februar 1989 in Buenos Aires (Estadio José Amalfitani) | | |                     |
| Ergebnis: 0:0                                             | | |                     |
| Zuschauer: 50.000                                         | | |                     |
| Schiedsrichter: Gabriel González ( Paraguay)              | | |                     |

## 1990
Die zweite Ausspielung des Wettbewerbs fand im März 1990 zwischen dem Sieger der Copa Libertadores 1989 Atlético Nacional (Kolumbien) und dem Sieger der Supercopa Sudamericana 1989 CA Boca Juniors (Argentinien) in nur einer Begegnung in Miami (USA) statt.
Spielstatistik:
| Atlético Nacional                                | Atlético Nacional | Boca Juniors | Boca Juniors |
| ------------------------------------------------ | --- | --- | ------------ |
| Atlético Nacional                                | \| 17. März 1990 in Miami (Orange Bowl Stadium) \| \| Ergebnis: 0:1 (0:1) \| \| Zuschauer: 9.000 \| \| Schiedsrichter: José Roberto Wright ( Brasilien) \| | \| 17. März 1990 in Miami (Orange Bowl Stadium) \| \| Ergebnis: 0:1 (0:1) \| \| Zuschauer: 9.000 \| \| Schiedsrichter: José Roberto Wright ( Brasilien) \| | Boca Juniors |
| Atlético Nacional                                | René Higuita – Luis Herrera, Luis Carlos Perea, Geovanis Cassiani, Gildardo Gómez – José Ricardo Pérez (59. Faustino Asprilla), Leonel Álvarez, Alexis García, Jaime Arango – Luis Fajardo, Níver Arboleda (70. Juan Garleano) Cheftrainer: Hernán Darío Gómez | Carlos Navarro Montoya – Ivar Stafuzza, Juan Simón, José Luis Cuciuffo, Blas Giunta – Claudio Marangoni, Víctor Marchesini, José Daniel Ponce – Diego Latorre, Alfredo Graciani (76. Diego Soñora), Leonardo Itabel (76. Alejandro Barberón) Cheftrainer: Carlos Aimar | Boca Juniors |
| Atlético Nacional                                | 0:1 Diego Latorre (38.) | | Boca Juniors |
| 17. März 1990 in Miami (Orange Bowl Stadium)     | | |              |
| Ergebnis: 0:1 (0:1)                              | | |              |
| Zuschauer: 9.000                                 | | |              |
| Schiedsrichter: José Roberto Wright ( Brasilien) | | |              |

## 1991
Die dritte Ausspielung des Wettbewerbs wurde nicht ausgetragen, da Club Olimpia aus Asunción (Paraguay) sowohl die Copa Libertadores 1990 als auch die Supercopa Sudamericana 1990 gewann und deshalb zum Sieger erklärt wurde.

## 1992
Die vierte Ausspielung des Wettbewerbs fand im April 1992 zwischen dem Sieger der Copa Libertadores 1991 CSD Colo-Colo aus Santiago de Chile und dem Sieger der Supercopa Sudamericana 1991 Cruzeiro Belo Horizonte (Brasilien) in nur einer Begegnung in Kōbe (Japan) statt.
Spielstatistik:
| CSD Colo-Colo                                         | CSD Colo-Colo | Cruzeiro Belo Horizonte | Cruzeiro Belo Horizonte |
| ----------------------------------------------------- | --- | --- | ----------------------- |
| CSD Colo-Colo                                         | \| 19. April 1992 in Kōbe (Universiade Memorial Stadium) \| \| Ergebnis: 0:0 n. V., 5:4 i. E. \| \| Zuschauer: 60.000 \| \| Schiedsrichter: Juan Escobar Valdez ( Paraguay) \|                                                                                         | \| 19. April 1992 in Kōbe (Universiade Memorial Stadium) \| \| Ergebnis: 0:0 n. V., 5:4 i. E. \| \| Zuschauer: 60.000 \| \| Schiedsrichter: Juan Escobar Valdez ( Paraguay) \|           | Cruzeiro Belo Horizonte |
| CSD Colo-Colo                                         | Daniel Morón (120. Marcelo Ramírez) – Augustín Salvatierra, Lizardo Garrido, Javier Margas, Eduardo Vilches – Miguel Ramírez, Gabriel Mendoza, Claudio Borghi, Jaime Pizarro – Aníbal González (90. Hugo Rubio), Héctor Adomaitis Cheftrainer: Mirko Jozić ( Kroatien) | Paulo César – Paulo Roberto, Paulão, Adílson Batista (50. Vanderici), Nonato – Ademir, Boiadeiro, Andrade, Luís Fernando – Aélson (90. Macale), Charles Fabian Cheftrainer: Ênio Andrade | Cruzeiro Belo Horizonte |
| CSD Colo-Colo                                         | Elfmeterschießen | | Cruzeiro Belo Horizonte |
| CSD Colo-Colo                                         | 1:1 Claudio Borghi 2:1 Héctor Adomaitis 3:2 Javier Margas 4:3 Eduardo Vilches 5:4 Jaime Pizarro | 0:1 Nonato Boiadeiro 2:2 Charles 3:3 Paulo Roberto 4:4 Paulão | Cruzeiro Belo Horizonte |
| 19. April 1992 in Kōbe (Universiade Memorial Stadium) | | |                         |
| Ergebnis: 0:0 n. V., 5:4 i. E.                        | | |                         |
| Zuschauer: 60.000                                     | | |                         |
| Schiedsrichter: Juan Escobar Valdez ( Paraguay)       | | |                         |

## 1993
Die fünfte Ausspielung des Wettbewerbs fand im September 1993 zwischen dem Sieger der Copa Libertadores 1992 FC São Paulo (Brasilien) und dem Sieger der Supercopa Sudamericana 1992 Cruzeiro Belo Horizonte (Brasilien) statt. São Paulo gewann den Titel nach Hin- und Rückspiel.

### Hinspiel
Das Hinspiel war gleichzeitig eine Begegnung um die brasilianische Meisterschaft von 1993.
| FC São Paulo                                         | FC São Paulo | Cruzeiro Belo Horizonte | Cruzeiro Belo Horizonte |
| ---------------------------------------------------- | --- | --- | ----------------------- |
| FC São Paulo                                         | \| 22. September 1993 in São Paulo (Estádio do Morumbi) \| \| Ergebnis: 0:0 \| \| Zuschauer: 12.974 \| \| Schiedsrichter: Renato Marsiglia ( Brasilien) \|                  | \| 22. September 1993 in São Paulo (Estádio do Morumbi) \| \| Ergebnis: 0:0 \| \| Zuschauer: 12.974 \| \| Schiedsrichter: Renato Marsiglia ( Brasilien) \|            | Cruzeiro Belo Horizonte |
| FC São Paulo                                         | Zetti – Cafu, Gilmar, Válber, Ronaldo Luiz – Dinho, Toninho Cerezo, Palhinha, Leonardo (?. André Luiz) – Guilherme (?. Juninho Paulista), Valdeir Cheftrainer: Telê Santana | Sérgio – Paulo Roberto, Robson, Lusinho, Nonato – Ademir (?. Douglas), Rogério Lage, Boiadeiro, Luís Fernando – Macedo (?. Careca), Ronaldo Cheftrainer: Ênio Andrade | Cruzeiro Belo Horizonte |
| 22. September 1993 in São Paulo (Estádio do Morumbi) | | |                         |
| Ergebnis: 0:0                                        | | |                         |
| Zuschauer: 12.974                                    | | |                         |
| Schiedsrichter: Renato Marsiglia ( Brasilien)        | | |                         |

### Rückspiel
| Cruzeiro Belo Horizonte                                 | Cruzeiro Belo Horizonte | FC São Paulo | FC São Paulo |
| ------------------------------------------------------- | --- | --- | ------------ |
| Cruzeiro Belo Horizonte                                 | \| 29. September 1993 in Belo Horizonte (Estadío Mineirão) \| \| Ergebnis: 0:0 n. V., 2:4 i. E. \| \| Zuschauer: 20.000 \| \| Schiedsrichter: Jorge Nieves ( Uruguay) \|  | \| 29. September 1993 in Belo Horizonte (Estadío Mineirão) \| \| Ergebnis: 0:0 n. V., 2:4 i. E. \| \| Zuschauer: 20.000 \| \| Schiedsrichter: Jorge Nieves ( Uruguay) \| | FC São Paulo |
| Cruzeiro Belo Horizonte                                 | Sérgio – Paulo Roberto, Robson, Lusinho (?. Célio Lúcio), Nonato – Ademir, Rogério Lage, Boiadeiro, Luís Fernando – Macedo (?. Careca), Ronaldo Cheftrainer: Ênio Andrade | Zetti – Gilmar, Válber, Ronaldão, André Luiz – Dinho, Toninho Cerezo, Palhinha (?. Catê), Cafu – Juninho Paulista, Valdeir (?. Paulo Jamelli) Cheftrainer: Telê Santana  | FC São Paulo |
| Cruzeiro Belo Horizonte                                 | Elfmeterschießen | | FC São Paulo |
| Cruzeiro Belo Horizonte                                 | 1:0 Luís Fernando 2:1 Ademir Paulo Roberto Ronaldo | 1:1 Dinho 2:2 Cafu 2:3 Válber 2:4 Ronaldão | FC São Paulo |
| 29. September 1993 in Belo Horizonte (Estadío Mineirão) | | |              |
| Ergebnis: 0:0 n. V., 2:4 i. E.                          | | |              |
| Zuschauer: 20.000                                       | | |              |
| Schiedsrichter: Jorge Nieves ( Uruguay)                 | | |              |

## 1994
Die sechste Ausspielung des Wettbewerbs fand im April 1994 zum zweiten Mal nach 1992 im japanischen Kōbe zwischen dem Sieger der Copa Libertadores 1993 FC São Paulo (Brasilien) und dem Sieger der Copa Conmebol 1993 Botafogo FR aus Rio de Janeiro (Brasilien) statt, da São Paulo sowohl die Libertadores als auch die Supercopa gewonnen hatte. São Paulo konnte seinen Titel aus dem Vorjahr verteidigen und gewann zum zweiten Mal die Recopa.
Spielstatistik:
| FC São Paulo                                         | FC São Paulo | Botafogo FR | Botafogo FR |
| ---------------------------------------------------- | --- | --- | ----------- |
| FC São Paulo                                         | \| 3. April 1994 in Kōbe (Universiade Memorial Stadium) \| \| Ergebnis: 3:1 (1:0) \| \| Zuschauer: ? \| \| Schiedsrichter: Juan Escobar Valdez ( Paraguay) \| | \| 3. April 1994 in Kōbe (Universiade Memorial Stadium) \| \| Ergebnis: 3:1 (1:0) \| \| Zuschauer: ? \| \| Schiedsrichter: Juan Escobar Valdez ( Paraguay) \|                  | Botafogo FR |
| FC São Paulo                                         | Zetti – Vítor, Júnior Baiano, Válber, André Luiz – Doriva, Cafu (88. Axel), Palhinha (59. Juninho), Leonardo – Euller, Guilherme Cheftrainer: Telê Santana    | Wágner – Perivaldo, André Santos, Wilson Gottardo, Eduardo – Fabiano (46. Róbson), Márcio, Roberto Cavalo, Grizzo (77. Marcelo Carioca) – Túlio, Sérgio Manoel Cheftrainer: Dé | Botafogo FR |
| FC São Paulo                                         | 1:0 Leonardo (12.) 2:1 Guilherme (73.) 3:1 Euller (87.) | 1:1 Roberto Cavalo (68.) | Botafogo FR |
| 3. April 1994 in Kōbe (Universiade Memorial Stadium) | | |             |
| Ergebnis: 3:1 (1:0)                                  | | |             |
| Zuschauer: ?                                         | | |             |
| Schiedsrichter: Juan Escobar Valdez ( Paraguay)      | | |             |

## 1995
Die siebte Ausspielung des Wettbewerbs fand im April 1995 zum dritten Mal auf japanischem Boden zwischen dem Sieger der Copa Libertadores 1994 CA Vélez Sársfield aus Buenos Aires (Argentinien) und dem Sieger der Supercopa Sudamericana 1994 CA Independiente aus Avellaneda (Argentinien) statt.
Spielstatistik:
| CA Vélez Sarsfield                              | CA Vélez Sarsfield | CA Independiente | CA Independiente |
| ----------------------------------------------- | --- | --- | ---------------- |
| CA Vélez Sarsfield                              | \| 9. April 1995 in Tokio (Olympiastadion) \| \| Ergebnis: 0:1 (0:0) \| \| Zuschauer: 25.300 \| \| Schiedsrichter: Juan Escobar Valdez ( Paraguay) \| | \| 9. April 1995 in Tokio (Olympiastadion) \| \| Ergebnis: 0:1 (0:0) \| \| Zuschauer: 25.300 \| \| Schiedsrichter: Juan Escobar Valdez ( Paraguay) \| | CA Independiente |
| CA Vélez Sarsfield                              | José Luis Chilavert – Raúl Cardozo (73. Roberto Pompei), Víctor Sotomayor, Flavio Zandoná, Roberto Trotta – José Basualdo, Marcelo Herrera, Claudio Husaín (85. Mauricio Pellegrino), Christian Bassedas (73. José Luis Sánchez) – Omar Asad, Turu Flores Cheftrainer: Carlos Bianchi | Luis Islas – Juan Carlos Ramírez, Claudio Arzeno, José Serrizuela, Guillermo Ríos – Diego Cagna, Raúl Alfredo Cascini, Daniel Garnero (62. Gustavo López) – Jorge Burruchaga (46. Pablo Rotchen), Albeiro Usuriaga (77. Tony Gómez), Sebastián Rambert Cheftrainer: Miguel Brindisi | CA Independiente |
| CA Vélez Sarsfield                              | 0:1 José Serrizuela (69.) | | CA Independiente |
| 9. April 1995 in Tokio (Olympiastadion)         | | |                  |
| Ergebnis: 0:1 (0:0)                             | | |                  |
| Zuschauer: 25.300                               | | |                  |
| Schiedsrichter: Juan Escobar Valdez ( Paraguay) | | |                  |

## 1996
Die achte Ausspielung des Wettbewerbs fand im April 1996 zum dritten Mal nach 1992 und 1994 im japanischen Kōbe und damit insgesamt zum vierten Mal auf japanischem Boden zwischen dem Sieger der Copa Libertadores 1995 Grêmio Porto Alegre (Brasilien) und dem Sieger der Supercopa Sudamericana 1995 CA Independiente aus Avellaneda (Argentinien) statt.
Spielstatistik:
| Grêmio Porto Alegre                                  | Grêmio Porto Alegre | CA Independiente | CA Independiente |
| ---------------------------------------------------- | --- | --- | ---------------- |
| Grêmio Porto Alegre                                  | \| 7. April 1996 in Kōbe (Universiade Memorial Stadium) \| \| Ergebnis: 4:1 (2:1) \| \| Zuschauer: ? \| \| Schiedsrichter: Juan Escobar Valdez ( Paraguay) \|                                                      | \| 7. April 1996 in Kōbe (Universiade Memorial Stadium) \| \| Ergebnis: 4:1 (2:1) \| \| Zuschauer: ? \| \| Schiedsrichter: Juan Escobar Valdez ( Paraguay) \| | CA Independiente |
| Grêmio Porto Alegre                                  | Danrlei (?. Murilo) – Francisco Javier Arce, Catalino Rivarola, Adílson, João Antônio – Roger, Aílton (?. Emerson), Goiano, Carlos Miguel – Paulo Nunes, Mário Jardel (?. Sílvio) Cheftrainer: Luiz Felipe Scolari | Faryd Mondragón – Néstor Clausen, Pablo Rotchen, José Serrizuela, Juan Carlos Ramírez (?. José Luis Calderón) – Diego Cagna (?. Carlos Bustos), Roberto Acuña, Cristian Domizzi – Jorge Burruchaga, Javier Mazzoni (?. Gabriel Álvez), Roberto Molina Cheftrainer: Gregorio Gonzales | CA Independiente |
| Grêmio Porto Alegre                                  | 1:0 Jardel (19.) 2:1 Carlos Miguel (45.+6') 3:1 Adílson (68.) 4:1 Paulo Nunes (80.) | 1:1 Jorge Burruchaga (22.) | CA Independiente |
| 7. April 1996 in Kōbe (Universiade Memorial Stadium) | | |                  |
| Ergebnis: 4:1 (2:1)                                  | | |                  |
| Zuschauer: ?                                         | | |                  |
| Schiedsrichter: Juan Escobar Valdez ( Paraguay)      | | |                  |

## 1997
Die neunte Ausspielung des Wettbewerbs fand im April 1997 zum vierten Mal nach 1992, 1994 und 1996 in Kōbe und damit insgesamt zum fünften Mal auf japanischem Boden zwischen dem Sieger der Copa Libertadores 1996 CA River Plate und dem Sieger der Supercopa Sudamericana 1996 CA Vélez Sársfield beide aus Buenos Aires (Argentinien) statt.
Spielstatistik:
| River Plate                                           | River Plate | CA Vélez Sarsfield | CA Vélez Sarsfield |
| ----------------------------------------------------- | --- | --- | ------------------ |
| River Plate                                           | \| 13. April 1997 in Kōbe (Universiade Memorial Stadium) \| \| Ergebnis: 1:1 (0:1), 2:4 i. E. \| \| Zuschauer: ? \| \| Schiedsrichter: Jorge Nieves ( Uruguay) \| | \| 13. April 1997 in Kōbe (Universiade Memorial Stadium) \| \| Ergebnis: 1:1 (0:1), 2:4 i. E. \| \| Zuschauer: ? \| \| Schiedsrichter: Jorge Nieves ( Uruguay) \| | CA Vélez Sarsfield |
| River Plate                                           | Roberto Oscar Bonano – Roberto Trotta, Celso Ayala, Eduardo Berizzo (74. Facundo Villalba), Juan Pablo Sorín – Roberto Monserrat, Leonardo Astrada, Hernán Maisterra (28. Germán Burgos), Sergio Berti (60. Marcelo Gallardo) – Enzo Francescoli, Julio Cruz Cheftrainer: Ramón Díaz | José Luis Chilavert – Flavio Zandoná, Víctor Sotomayor, Mauricio Pellegrino, Raúl Cardozo – Guillermo Morigi (76. Marcelo Herrera), Marcelo Gómez (88. Fernando Pandolfi), Claudio Husaín, Christian Bassedas – Martín Posse, Patricio Camps Cheftrainer: Oswaldo Piazza | CA Vélez Sarsfield |
| River Plate                                           | 1:1 Enzo Francescolli (83., Elfm.) | 0:1 Jorge Burruchaga (29., Elfm.) | CA Vélez Sarsfield |
| River Plate                                           | Elfmeterschießen | | CA Vélez Sarsfield |
| River Plate                                           | 1:0 Enzo Francescoli 2:1 Celso Ayala Marcelo Gallardo Roberto Trotta | José Luis Chilavert 1:1 Patricio Camps 2:2 Fernando Pandolfi 2:3 Flavio Zandoná 2:4 Mauricio Pellegrino | CA Vélez Sarsfield |
| River Plate                                           | Roberto Bonano, Eduardo Berizzo | Martín Posse | CA Vélez Sarsfield |
| River Plate                                           | Roberto Bonano (28.) | | CA Vélez Sarsfield |
| 13. April 1997 in Kōbe (Universiade Memorial Stadium) | | |                    |
| Ergebnis: 1:1 (0:1), 2:4 i. E.                        | | |                    |
| Zuschauer: ?                                          | | |                    |
| Schiedsrichter: Jorge Nieves ( Uruguay)               | | |                    |

## 1998
Die 10. Ausspielung des Wettbewerbs fand erst im August / September 1999 im Rahmen der Gruppenspiele um die Copa Mercosur 1999 zwischen dem Sieger der Copa Libertadores 1997 Cruzeiro Belo Horizonte (Brasilien) und dem Sieger der Supercopa Sudamericana 1997 CA River Plate aus Buenos Aires (Argentinien) statt. Cruzeiro gewann bei seiner dritten Teilnahme nach 1992 und 1993 seinen ersten Recopa-Titel nach Hin- und Rückspiel.

### Hinspiel
| Cruzeiro Belo Horizonte                             | Cruzeiro Belo Horizonte | River Plate | River Plate |
| --------------------------------------------------- | --- | --- | ----------- |
| Cruzeiro Belo Horizonte                             | \| 3. August 1999 in Belo Horizonte (Estadío Mineirão) \| \| Ergebnis: 2:0 (1:0) \| \| Zuschauer: 38.000 \| \| Schiedsrichter: Jose Luís da Rosa ( Uruguay) \|                         | \| 3. August 1999 in Belo Horizonte (Estadío Mineirão) \| \| Ergebnis: 2:0 (1:0) \| \| Zuschauer: 38.000 \| \| Schiedsrichter: Jose Luís da Rosa ( Uruguay) \| | River Plate |
| Cruzeiro Belo Horizonte                             | André – Donizete Amorim, Robson, Márcio, Tércio – Donizete Oliveira, Ricardinho, Valdo – Müller, Alex Alves (64. Paulo Isidoro), Marcelo Ramos (68. Geovanni) Cheftrainer: Levir Culpi | Roberto Oscar Bonano – Leonardo Ramos, Roberto Trotta, Pedro Sarabia, Diego Plazente – Guillermo Pereyra, Damián Ariel Álvarez (80. Ariel Franco), Marcelo Gómez – Nelson Cuevas, Martín Cardetti (80. Cristian Gastón Castillo), Sebastián Rambert (55. Leonel Gancedo) Cheftrainer: Ramón Díaz | River Plate |
| Cruzeiro Belo Horizonte                             | 1:0 Müller (12.) 2:0 Geovanni (88.) | | River Plate |
| Cruzeiro Belo Horizonte                             | Valdo (?.), Donizete Oliveira (85.), | Guillermo Pereyra (33.), Marcelo Gómez (37.), Leonel Gancedo (81.) | River Plate |
| Cruzeiro Belo Horizonte                             | Valdo (86.) | | River Plate |
| 3. August 1999 in Belo Horizonte (Estadío Mineirão) | | |             |
| Ergebnis: 2:0 (1:0)                                 | | |             |
| Zuschauer: 38.000                                   | | |             |
| Schiedsrichter: Jose Luís da Rosa ( Uruguay)        | | |             |

### Rückspiel
| River Plate                                                                      | River Plate | Cruzeiro Belo Horizonte | Cruzeiro Belo Horizonte |
| -------------------------------------------------------------------------------- | --- | --- | ----------------------- |
| River Plate                                                                      | \| 23. September 1999 in Buenos Aires (Estadio Monumental Antonio Vespucio Liberti) \| \| Ergebnis: 0:3 (0:1) \| \| Zuschauer: 41.000 \| \| Schiedsrichter: Ubaldo Aquino ( Paraguay) \| | \| 23. September 1999 in Buenos Aires (Estadio Monumental Antonio Vespucio Liberti) \| \| Ergebnis: 0:3 (0:1) \| \| Zuschauer: 41.000 \| \| Schiedsrichter: Ubaldo Aquino ( Paraguay) \|                           | Cruzeiro Belo Horizonte |
| River Plate                                                                      | Roberto Oscar Bonano – Gustavo Lombardi, Roberto Trotta, Norberto Acosta, Leonardo Ramos – Guillermo Pereyra (63. Ariel Garcé), Damián Ariel Álvarez (46. Cristian Gastón Castillo), Leonel Gancedo, Marcelo Escudero (46. Marcelo Gómez) – Nelson Cuevas, Martín Cardetti Cheftrainer: Ramón Díaz | André – Gustavo, Marcelo Djian, Cris, André Luiz – Marcos Paulo, Ricardinho, Donizete Amorim (68. Djair) – Paulo Isidoro, Geovanni (75. Marcelo Ramos), Alex Alves (68. Arnaldo Espínola) Cheftrainer: Levir Culpi | Cruzeiro Belo Horizonte |
| River Plate                                                                      | 0:1 Geovanni (18.) 0:2 Marcelo Ramos (82., Elfm.) 0:3 Gustavo (90.+2') | | Cruzeiro Belo Horizonte |
| River Plate                                                                      | Leonel Gancedo (?.), Roberto Trotta (?.), Martín Cardetti (44.), Marcelo Escudero (45.), Marcelo Gómez (73.) | Geovanni (24.), Cris, (?.), Ricardinho (64.) | Cruzeiro Belo Horizonte |
| River Plate                                                                      | Leonel Gancedo (47.), Roberto Trotta (51.) | Cris (47.) | Cruzeiro Belo Horizonte |
| 23. September 1999 in Buenos Aires (Estadio Monumental Antonio Vespucio Liberti) | | |                         |
| Ergebnis: 0:3 (0:1)                                                              | | |                         |
| Zuschauer: 41.000                                                                | | |                         |
| Schiedsrichter: Ubaldo Aquino ( Paraguay)                                        | | |                         |

## 2003
Die 11. Ausspielung des Wettbewerbs fand nach fünfjähriger Unterbrechung im Juli 2003 zwischen dem Sieger der Copa Libertadores 2002 Club Olimpia aus Asunción (Paraguay) und erstmals dem Sieger der Copa Sudamericana 2002 San Lorenzo de Almagro aus Buenos Aires (Argentinien) in nur einer Begegnung in Los Angeles und damit zum zweiten Mal nach 1990 in den USA statt. Club Olimpia gewann nach 1991 seinen zweiten Recopa-Titel.
Spielstatistik:
| Club Olimpia                                                  | Club Olimpia | Club Atlético San Lorenzo de Almagro | Club Atlético San Lorenzo de Almagro |
| ------------------------------------------------------------- | --- | --- | ------------------------------------ |
| Club Olimpia                                                  | \| 12. Juli 2003 um 19:00 Uhr in Los Angeles (Memorial Coliseum) \| \| Ergebnis: 2:0 (1:0) \| \| Zuschauer: 8.000 \| \| Schiedsrichter: Carlos Simon ( Brasilien) \| | \| 12. Juli 2003 um 19:00 Uhr in Los Angeles (Memorial Coliseum) \| \| Ergebnis: 2:0 (1:0) \| \| Zuschauer: 8.000 \| \| Schiedsrichter: Carlos Simon ( Brasilien) \|                                                                   | Club Atlético San Lorenzo de Almagro |
| Club Olimpia                                                  | Ricardo Tavarelli – Néstor Isasi, Julio César Cáceres, Nelson Zelaya, Mateo Corbo – Sergio Órteman, Julio César Enciso , Francisco Esteche, Miguel Ángel Benítez (65. Gilberto Palacios) – Guido Alvarenga, Hernán Rodrigo López (83. Mauro Caballero) Cheftrainer: Luis Cubilla ( Uruguay) | Sebastián Saja – Leandro Alvarez, Gonzalo Rodríguez, Claudio Morel, Aldo Paredes – Mariano Herrón, Pablo Michelini , Cristian Zurita (58. Carlos Daniel Cordone), Damián Luna – Alejandro Frutos, Beto Acosta Cheftrainer: Rubén Insúa | Club Atlético San Lorenzo de Almagro |
| Club Olimpia                                                  | 1:0 Rodrigo López (27.) 2:0 Julio César Enciso (69., Elfm.) | | Club Atlético San Lorenzo de Almagro |
| Club Olimpia                                                  | Guido Alvarenga (52.) | Pablo Michelini (15.), Mariano Herrón (43.), Claudio Morel (48.) | Club Atlético San Lorenzo de Almagro |
| 12. Juli 2003 um 19:00 Uhr in Los Angeles (Memorial Coliseum) | | |                                      |
| Ergebnis: 2:0 (1:0)                                           | | |                                      |
| Zuschauer: 8.000                                              | | |                                      |
| Schiedsrichter: Carlos Simon ( Brasilien)                     | | |                                      |

## 2004
Die 12. Ausspielung des Wettbewerbs fand im September 2004 zwischen dem Sieger der Copa Libertadores 2003 CA Boca Juniors aus Buenos Aires (Argentinien) und dem Sieger der Copa Sudamericana 2003 Club Sportivo Cienciano (Peru) in nur einer Begegnung in Fort Lauderdale und damit zum dritten Mal nach 1990 und 2003 in den USA statt.
Spielstatistik:
| Boca Juniors                                                         | Boca Juniors | Club Sportivo Cienciano | Club Sportivo Cienciano |
| -------------------------------------------------------------------- | --- | --- | ----------------------- |
| Boca Juniors                                                         | \| 7. September 2004 um 20:30 Uhr in Fort Lauderdale (Lockhart Stadium) \| \| Ergebnis: 1:1 (1:0), 2:4 i. E. \| \| Zuschauer: 7.000 \| \| Schiedsrichter: Terry Vaughn ( USA) \|                                                                                          | \| 7. September 2004 um 20:30 Uhr in Fort Lauderdale (Lockhart Stadium) \| \| Ergebnis: 1:1 (1:0), 2:4 i. E. \| \| Zuschauer: 7.000 \| \| Schiedsrichter: Terry Vaughn ( USA) \| | Club Sportivo Cienciano |
| Boca Juniors                                                         | Roberto Abbondanzieri – José María Calvo, Rolando Schiavi, Cristian Traverso, Claudio Morel – Alfredo Cascini, Diego Cagna , Andrés Guglielminpietro (67. Fabián Vargas), Pablo Ledesma (80. Aníbal Matellán) – Martín Palermo, Carlos Tévez Cheftrainer: Miguel Brindisi | Oscar Ibáñez – Paolo de la Haza, Santiago Acasiete, Manuel Arboleda, Giuliano Portilla – Alessandro Morán (60. Carlos Lobatón), Juan Carlos Bazalar, Juan Carlos La Rosa, Daniel Gamarra – Miguel Mostto (60. Rodrigo Saráz), Germán Carty (73. Sergio Ibarra) Cheftrainer: Freddy Ternero | Club Sportivo Cienciano |
| Boca Juniors                                                         | 1:0 Carlos Tévez (33.) | 1:1 Rodrigo Saraz (89.) | Club Sportivo Cienciano |
| Boca Juniors                                                         | Elfmeterschießen | | Club Sportivo Cienciano |
| Boca Juniors                                                         | 1:1 Rolando Schiavi Carlos Tévez 2:3 Martín Palermo Fabián Vargas | 0:1 Sergio Ibarra 1:2 Carlos Lobatón 1:3 Giuliano Portilla 2:4 Santiago Acasiete | Club Sportivo Cienciano |
| Boca Juniors                                                         | Manuel Arboleda (7.), Alessandro Morán (14.), Oscar Ibáñez (33.), Miguel Mostto (33.), Daniel Gamarra (89.) | | Club Sportivo Cienciano |
| 7. September 2004 um 20:30 Uhr in Fort Lauderdale (Lockhart Stadium) | | |                         |
| Ergebnis: 1:1 (1:0), 2:4 i. E.                                       | | |                         |
| Zuschauer: 7.000                                                     | | |                         |
| Schiedsrichter: Terry Vaughn ( USA)                                  | | |                         |

## 2005
Die 13. Ausspielung des Wettbewerbs fand im August 2005 zwischen dem Sieger der Copa Libertadores 2004 CD Once Caldas aus Manizales (Kolumbien) und dem Sieger der Copa Sudamericana 2004 CA Boca Juniors aus Buenos Aires (Argentinien) statt. Die Boca Juniors gewannen bei ihrer dritten Teilnahme nach 1990 und 2004 ihren zweiten Recopa-Titel nach Hin- und Rückspiel.

### Hinspiel
| Boca Juniors                                                | Boca Juniors | Once Caldas | Once Caldas |
| ----------------------------------------------------------- | --- | --- | ----------- |
| Boca Juniors                                                | \| 24. August 2005 um 21:00 Uhr in Buenos Aires (La Bombonera) \| \| Ergebnis: 3:1 (3:1) \| \| Zuschauer: 45.000 \| \| Schiedsrichter: Carlos Chandía ( Chile) \| | \| 24. August 2005 um 21:00 Uhr in Buenos Aires (La Bombonera) \| \| Ergebnis: 3:1 (3:1) \| \| Zuschauer: 45.000 \| \| Schiedsrichter: Carlos Chandía ( Chile) \| | Once Caldas |
| Boca Juniors                                                | Roberto Abbondanzieri – Hugo Ibarra, Rolando Schiavi, Daniel Alberto Díaz, Juan Krupoviesa – Sebastián Battaglia , Fernando Gago, Neri Cardozo (78. Diego Cagna), Federico Insúa (74. Fabián Vargas) – Rodrigo Palacio (82. Guillermo Barros Schelotto), Daniel Bilos Cheftrainer: Alfio Basile | Julián Mesa – Wilmer Díaz, Édgar Cataño , Juan Diego González, Mauricio Casierra – Andrés Casañas (23. Arnulfo Valentierra), Diego Arango, Leonel Viedma, Elkin Soto – Gamadiel García (46. Ismael Espiga), Édison Chará (74. Dayro Moreno) Cheftrainer: Carlos Alberto Valencia | Once Caldas |
| Boca Juniors                                                | 1:0 Sebastián Battaglia (3.) 2:0 Neri Cardozo (8.) 3:0 Juan Diego González (18., Eigentor) | 3:1 Mauricio Casierra (41.) | Once Caldas |
| Boca Juniors                                                | Hugo Ibarra (68.) | Mauricio Casierra (28.), Gamadiel García (32.), Édison Chará (68.), Wilmer Díaz (85.) | Once Caldas |
| 24. August 2005 um 21:00 Uhr in Buenos Aires (La Bombonera) | | |             |
| Ergebnis: 3:1 (3:1)                                         | | |             |
| Zuschauer: 45.000                                           | | |             |
| Schiedsrichter: Carlos Chandía ( Chile)                     | | |             |

### Rückspiel
| Once Caldas                                                    | Once Caldas | Boca Juniors | Boca Juniors |
| -------------------------------------------------------------- | --- | --- | ------------ |
| Once Caldas                                                    | \| 31. August 2005 um 19:45 Uhr in Manizales (Estadio Palogrande) \| \| Ergebnis: 2:1 (1:0) \| \| Zuschauer: 30.000 \| \| Schiedsrichter: Jorge Larrionda ( Uruguay) \|                                                                                      | \| 31. August 2005 um 19:45 Uhr in Manizales (Estadio Palogrande) \| \| Ergebnis: 2:1 (1:0) \| \| Zuschauer: 30.000 \| \| Schiedsrichter: Jorge Larrionda ( Uruguay) \| | Boca Juniors |
| Once Caldas                                                    | Rolando Ramírez – Wilmer Díaz, Édgar Cataño , Juan Diego González, Mauricio Casierra (64. Cristian Ruiz) – Andrés Casañas, Rubén Velásquez, Elkin Soto, Arnulfo Valentierra – Ismael Espiga (58. Dayro Moreno), Édison Chará Cheftrainer: Juan Carlos Bedoya | Roberto Abbondanzieri – Hugo Ibarra, Rolando Schiavi, Daniel Alberto Díaz, Juan Krupoviesa – Sebastián Battaglia , Fernando Gago, Neri Cardozo (82. Diego Cagna), Fabián Vargas (46. Federico Insúa) – Marcelo Delgado (79. Rodrigo Palacio), Daniel Bilos Cheftrainer: Alfio Basile | Boca Juniors |
| Once Caldas                                                    | 1:0 Édison Chará (8.) 2:1 Rubén Velásquez (76.) | 1:1 Rolando Schiavi (60.) | Boca Juniors |
| Once Caldas                                                    | Édison Chará (?.), Édgar Cataño (85.) | Rolando Schiavi (28.), Sebastián Battaglia (?.), Fernando Gago (73.) | Boca Juniors |
| Once Caldas                                                    | Édison Chará (44.) | Sebastián Battaglia (78.) | Boca Juniors |
| Once Caldas                                                    | Andrés Casañas (72.) | | Boca Juniors |
| 31. August 2005 um 19:45 Uhr in Manizales (Estadio Palogrande) | | |              |
| Ergebnis: 2:1 (1:0)                                            | | |              |
| Zuschauer: 30.000                                              | | |              |
| Schiedsrichter: Jorge Larrionda ( Uruguay)                     | | |              |

## 2006
Die 14. Ausspielung des Wettbewerbs fand im September 2006 zwischen dem Sieger der Copa Libertadores 2005 dem FC São Paulo (Brasilien) und dem Sieger der Copa Sudamericana 2005 CA Boca Juniors aus Buenos Aires (Argentinien) statt. Die Boca Juniors konnten ihren Titel aus dem Vorjahr verteidigen und gewannen bei ihrer dritten Teilnahme in Folge nach 1990 und 2005 ihren dritten Recopa-Titel nach Hin- und Rückspiel.

### Hinspiel
| Boca Juniors                                                  | Boca Juniors | FC São Paulo | FC São Paulo |
| ------------------------------------------------------------- | --- | --- | ------------ |
| Boca Juniors                                                  | \| 7. September 2006 um 22:00 Uhr in Buenos Aires (La Bombonera) \| \| Ergebnis: 2:1 (0:1) \| \| Zuschauer: 35.400 \| \| Schiedsrichter: Carlos Amarilla ( Uruguay) \| | \| 7. September 2006 um 22:00 Uhr in Buenos Aires (La Bombonera) \| \| Ergebnis: 2:1 (0:1) \| \| Zuschauer: 35.400 \| \| Schiedsrichter: Carlos Amarilla ( Uruguay) \| | FC São Paulo |
| Boca Juniors                                                  | Aldo Bobadilla – José María Calvo, Daniel Alberto Díaz, Claudio Morel, Juan Kuproviesa – Sebastián Battaglia (46. Pablo Ledesma), Fernando Gago, Neri Cardozo (88. Andrés Franzoia), Guillermo Marino (71. Jesús Dátolo) – Rodrigo Palacio, Martín Palermo Cheftrainer: Alfio Basile | Rogério Ceni – Alex Silva, Fabão, Edcarlos – Mineiro, Josué, Lenílson, Richarlyson, Danilo – Thiago, Aloisio (34. Alex Dias, 60. Souza) Cheftrainer: Muricy Ramalho    | FC São Paulo |
| Boca Juniors                                                  | 1:1 Rodrigo Palacio (53.) 2:1 Rodrigo Palacio (63.) | 0:1 Thiago (30.) | FC São Paulo |
| Boca Juniors                                                  | Fernando Gago (34.), Pablo Ledesma (62.), Juan Kuproviesa (90.) | Richarlyson (38.), Edcarlos (44.), Mineiro (80.), Lenílson (84.) | FC São Paulo |
| 7. September 2006 um 22:00 Uhr in Buenos Aires (La Bombonera) | | |              |
| Ergebnis: 2:1 (0:1)                                           | | |              |
| Zuschauer: 35.400                                             | | |              |
| Schiedsrichter: Carlos Amarilla ( Uruguay)                    | | |              |

### Rückspiel
| FC São Paulo                                                      | FC São Paulo | Boca Juniors | Boca Juniors |
| ----------------------------------------------------------------- | --- | --- | ------------ |
| FC São Paulo                                                      | \| 14. September 2006 um 22:00 Uhr in São Paulo (Estádio do Morumbi) \| \| Ergebnis: 2:2 (1:1) \| \| Zuschauer: 20.000 \| \| Schiedsrichter: Óscar Ruiz ( Kolumbien) \| | \| 14. September 2006 um 22:00 Uhr in São Paulo (Estádio do Morumbi) \| \| Ergebnis: 2:2 (1:1) \| \| Zuschauer: 20.000 \| \| Schiedsrichter: Óscar Ruiz ( Kolumbien) \| | Boca Juniors |
| FC São Paulo                                                      | Rogério Ceni – Alex Silva, Fabão, Edcarlos (65. Alex Dias) – Souza (84. Ilsinho), Mineiro, Josué, Danilo, Júnior – Thiago, Lenílson Cheftrainer: Muricy Ramalho         | Aldo Bobadilla – Hugo Ibarra , Daniel Alberto Díaz, Claudio Morel, Juan Kuproviesa – Pablo Ledesma, Fernando Gago, Neri Cardozo (81. Jonathan Maidana), Guillermo Marino (46. Jesús Dátolo) – Rodrigo Palacio (90.+1' Andrés Franzoia), Martín Palermo Cheftrainer: Alfio Basile | Boca Juniors |
| FC São Paulo                                                      | 1:0 Júnior (34.) 2:2 Claudio Morel (85., Eigentor) | 1:1 Rodrigo Palacio (40.) 1:2 Martín Palermo (75.) | Boca Juniors |
| FC São Paulo                                                      | Thiago (22.), Fabão (71.) | Daniel Alberto Díaz (20.), Neri Cardozo (50.), Martín Palermo (88.) | Boca Juniors |
| 14. September 2006 um 22:00 Uhr in São Paulo (Estádio do Morumbi) | | |              |
| Ergebnis: 2:2 (1:1)                                               | | |              |
| Zuschauer: 20.000                                                 | | |              |
| Schiedsrichter: Óscar Ruiz ( Kolumbien)                           | | |              |

## 2007
Die 15. Ausspielung des Wettbewerbs fand im Mai / Juni 2007 zwischen dem Sieger der Copa Libertadores 2006 SC Internacional aus Porto Alegre (Brasilien) und dem Sieger der Copa Sudamericana 2006 CF Pachuca (Mexiko) statt.

### Hinspiel
| CF Pachuca                                                     | CF Pachuca | Internacional Porto Alegre | Internacional Porto Alegre |
| -------------------------------------------------------------- | --- | --- | -------------------------- |
| CF Pachuca                                                     | \| 31. Mai 2007 um 21:30 Uhr in Pachuca de Soto (Estadio Hidalgo) \| \| Ergebnis: 2:1 (1:1) \| \| Zuschauer: 28.000 \| \| Schiedsrichter: Carlos Chandía ( Chile) \| | \| 31. Mai 2007 um 21:30 Uhr in Pachuca de Soto (Estadio Hidalgo) \| \| Ergebnis: 2:1 (1:1) \| \| Zuschauer: 28.000 \| \| Schiedsrichter: Carlos Chandía ( Chile) \|                              | Internacional Porto Alegre |
| CF Pachuca                                                     | Miguel Calero – Leobardo López, Aquivaldo Mosquera, Fausto Pinto, Paul Aguilar – Jaime Correa (56. Carlos Rodríguez), Fernando Salazar, Gabriel Caballero, Damián Ariel Álvarez – Luis Landín (56. Juan Carlos Cacho), Christian Giménez (85. Omar Arellano Riverón) Cheftrainer: Enrique Meza | Clemer – Ceará, Sidnei, Mineiro, Rubens Cardoso – Edinho, Wellington Monteiro, Maycon, Pinga (81. Perdigão) – Fernandão (77. Christian), Alexandre Pato (61. Iarley) Cheftrainer: Alexandre Gallo | Internacional Porto Alegre |
| CF Pachuca                                                     | 1:1 Christian Giménez (16.) 2:1 Christian Giménez (78.) | 0:1 Alexandre Pato (4.) | Internacional Porto Alegre |
| CF Pachuca                                                     | Luis Landín (30.), Aquivaldo Mosquera (40.), Fernando Salazar (83.) | Wellington Monteiro (21.), Mineiro, (60.), Edinho (68.) | Internacional Porto Alegre |
| 31. Mai 2007 um 21:30 Uhr in Pachuca de Soto (Estadio Hidalgo) | | |                            |
| Ergebnis: 2:1 (1:1)                                            | | |                            |
| Zuschauer: 28.000                                              | | |                            |
| Schiedsrichter: Carlos Chandía ( Chile)                        | | |                            |

### Rückspiel
| Internacional Porto Alegre                                    | Internacional Porto Alegre | CF Pachuca | CF Pachuca |
| ------------------------------------------------------------- | --- | --- | ---------- |
| Internacional Porto Alegre                                    | \| 7. Juni 2007 um 21:50 Uhr in Porto Alegre (Estádio Beira-Rio) \| \| Ergebnis: 4:0 (1:0) \| \| Zuschauer: 52.000 \| \| Schiedsrichter: Sergio Pezzotta ( Argentinien) \|                | \| 7. Juni 2007 um 21:50 Uhr in Porto Alegre (Estádio Beira-Rio) \| \| Ergebnis: 4:0 (1:0) \| \| Zuschauer: 52.000 \| \| Schiedsrichter: Sergio Pezzotta ( Argentinien) \| | CF Pachuca |
| Internacional Porto Alegre                                    | Clemer – Ceará, Índio, Sidnei (78. Mineiro), Rubens Cardoso (65. Maycon) – Edinho , Wellington Monteiro, Alex, Pinga (85. Perdigão) – Alexandre Pato, Iarley Cheftrainer: Alexandre Gallo | Miguel Calero – Leobardo López, Aquivaldo Mosquera, Fausto Pinto – Marvin Cabrera (78. Carlos Rodríguez), Jaime Correa, Gabriel Caballero, Andrés Chitiva (59. Luis Landín), Fernando Salazar (46. Damián Ariel Álvarez) – Christian Giménez, Juan Carlos Cacho Cheftrainer: Enrique Meza | CF Pachuca |
| Internacional Porto Alegre                                    | 1:0 Alex (29., Elfm.) 2:0 Pinga (49.) 3:0 Alexandre Pato (63.) 4:0 Aquivaldo Mosquera (77., Eigentor)                                                                                     | | CF Pachuca |
| Internacional Porto Alegre                                    | Rubens Cardoso (40.), Iarley (45.), Alex (58.), Sidnei (62.) | Fausto Pinto (?.) | CF Pachuca |
| Internacional Porto Alegre                                    | Fausto Pinto (81.) | | CF Pachuca |
| Internacional Porto Alegre                                    | Enrique Meza (36.) | | CF Pachuca |
| 7. Juni 2007 um 21:50 Uhr in Porto Alegre (Estádio Beira-Rio) | | |            |
| Ergebnis: 4:0 (1:0)                                           | | |            |
| Zuschauer: 52.000                                             | | |            |
| Schiedsrichter: Sergio Pezzotta ( Argentinien)                | | |            |

## 2008
Die 16. Ausspielung des Wettbewerbs fand im August 2008 zwischen dem Sieger der Copa Libertadores 2007 CA Boca Juniors und dem Sieger der Copa Sudamericana 2007 Arsenal de Sarandí beide aus Buenos Aires (Argentinien) statt. Die Boca Juniors gewannen bei ihrer fünften Finalteilnahme nach 1990, 2004, 2005 und 2006 ihren vierten Recopa-Titel und bauten damit ihren Rekord aus.

### Hinspiel
| Arsenal de Sarandí                                                      | Arsenal de Sarandí | Boca Juniors | Boca Juniors |
| ----------------------------------------------------------------------- | --- | --- | ------------ |
| Arsenal de Sarandí                                                      | \| 13. August 2008 um 20:00 Uhr in Buenos Aires (Estadio Presidente Perón) \| \| Ergebnis: 1:3 (1:2) \| \| Zuschauer: 10.400 \| \| Schiedsrichter: Gabriel Favale ( Argentinien) \| | \| 13. August 2008 um 20:00 Uhr in Buenos Aires (Estadio Presidente Perón) \| \| Ergebnis: 1:3 (1:2) \| \| Zuschauer: 10.400 \| \| Schiedsrichter: Gabriel Favale ( Argentinien) \|                                                                                           | Boca Juniors |
| Arsenal de Sarandí                                                      | Mario Cuenca (46. Cristián Campestrini) – Javier Gandolfi, Jossimar Mosquera, Aníbal Matellán, Javier Yacuzzi – Damián Pérez (66. Darío Espínola), Sebastián Carrera (81. Luciano Leguizamón), Carlos Casteglione , Cristián Pellerano, Papu Gómez – Facundo Sava Cheftrainer: Daniel Garnero | Mauricio Caranta – Claudio Morel, Hugo Ibarra, Julio Cáceres, Gabriel Paletta – Fabián Vargas, Sebastián Battaglia, Jesús Dátolo (90.+1' Álvaro González), Leandro Gracián (74. Neri Cardozo) – Rodrigo Palacio (74. Ricardo Noir), Martín Palermo Cheftrainer: Carlos Ischia | Boca Juniors |
| Arsenal de Sarandí                                                      | 1:1 Facundo Sava (25.) | 0:1 Martín Palermo (20.) 1:2 Rodrigo Palacio (31.) 1:3 Sebastián Battaglia (89.) | Boca Juniors |
| Arsenal de Sarandí                                                      | Jossimar Mosquera (20.), Javier Gandolfi (33.), Carlos Casteglione (37.), Damián Pérez (41.), Aníbal Matellán (76.), Luciano Leguizamón (90.) | Jesús Dátolo (81.), Sebastián Battaglia (82.) | Boca Juniors |
| 13. August 2008 um 20:00 Uhr in Buenos Aires (Estadio Presidente Perón) | | |              |
| Ergebnis: 1:3 (1:2)                                                     | | |              |
| Zuschauer: 10.400                                                       | | |              |
| Schiedsrichter: Gabriel Favale ( Argentinien)                           | | |              |

### Rückspiel
| Boca Juniors                                                | Boca Juniors | Arsenal de Sarandí | Arsenal de Sarandí |
| ----------------------------------------------------------- | --- | --- | ------------------ |
| Boca Juniors                                                | \| 27. August 2008 um 21:50 Uhr in Buenos Aires (La Bombonera) \| \| Ergebnis: 2:2 (1:0) \| \| Zuschauer: 32.400 \| \| Schiedsrichter: Saúl Laverni ( Argentinien) \|                                                                                      | \| 27. August 2008 um 21:50 Uhr in Buenos Aires (La Bombonera) \| \| Ergebnis: 2:2 (1:0) \| \| Zuschauer: 32.400 \| \| Schiedsrichter: Saúl Laverni ( Argentinien) \| | Arsenal de Sarandí |
| Boca Juniors                                                | Mauricio Caranta – Claudio Morel, Hugo Ibarra , Julio Cáceres, Gabriel Paletta – Fabián Vargas, Sebastián Battaglia, Jesús Dátolo (72. Cristián Chávez), Juan Román Riquelme – Rodrigo Palacio (75. Ricardo Noir), Lucas Viatri Cheftrainer: Carlos Ischia | Cristián Campestrini – Darío Espínola, Carlos Báez, Aníbal Matellán, Cristián Díaz, Javier Yacuzzi – Sebastián Carrera (89. Sergio Sena), Carlos Casteglione , Papu Gómez – Luciano Leguizamón (46. José Contreras), Mauro Matos (85. Facundo Coria) Cheftrainer: Daniel Garnero | Arsenal de Sarandí |
| Boca Juniors                                                | 1:0 Rodrigo Palacio (7.) 2:2 Juan Román Riquelme (90.+3') | 1:1 Sebastián Carrera (59.) 1:2 Mauro Matos (70.) | Arsenal de Sarandí |
| Boca Juniors                                                | Mauricio Caranta (85.) | Javier Yacuzzi (5.), Aníbal Matellán (37.), Cristián Díaz (?.) | Arsenal de Sarandí |
| Boca Juniors                                                | Cristián Díaz (80.) | | Arsenal de Sarandí |
| Boca Juniors                                                | Carlos Báez (84.) | | Arsenal de Sarandí |
| 27. August 2008 um 21:50 Uhr in Buenos Aires (La Bombonera) | | |                    |
| Ergebnis: 2:2 (1:0)                                         | | |                    |
| Zuschauer: 32.400                                           | | |                    |
| Schiedsrichter: Saúl Laverni ( Argentinien)                 | | |                    |

## 2009
Die 17. Ausspielung des Wettbewerbs fand im Juni / Juli 2009 zwischen dem Sieger der Copa Libertadores 2008 Liga de Quito (Ecuador) und dem Sieger der Copa Sudamericana 2008 SC Internacional aus Porto Alegre (Brasilien) statt.

### Hinspiel
| Internacional Porto Alegre                                     | Internacional Porto Alegre | Liga de Quito | Liga de Quito |
| -------------------------------------------------------------- | --- | --- | ------------- |
| Internacional Porto Alegre                                     | \| 25. Juni 2009 um 21:50 Uhr in Porto Alegre (Estádio Beira-Rio) \| \| Ergebnis: 0:1 (0:0) \| \| Zuschauer: 30.300 \| \| Schiedsrichter: Juan Soto ( Venezuela) \|                  | \| 25. Juni 2009 um 21:50 Uhr in Porto Alegre (Estádio Beira-Rio) \| \| Ergebnis: 0:1 (0:0) \| \| Zuschauer: 30.300 \| \| Schiedsrichter: Juan Soto ( Venezuela) \| | Liga de Quito |
| Internacional Porto Alegre                                     | Lauro – Bolívar, Índio, Marcelo Cordeiro – Sandro (84. Danilo), Pablo Guiñazu , Andrezinho (57. Giuliano), Andrés D’Alessandro – Taison, Alecsandro (65. Leandrão) Cheftrainer: Tite | Alexander Domínguez – Jairo Campos, Renán Calle (78. Carlos Espínola), Norberto Araujo, Ulises de la Cruz – Paul Ambrossi, Neicer Reasco, Patricio Urrutia , Enrique Vera – Christian Lara (70. Claudio Graf), Claudio Bieler (84. Pedro Larrea) Cheftrainer: Jorge Fossati ( Uruguay) | Liga de Quito |
| Internacional Porto Alegre                                     | 0:1 Claudio Bieler (57.) | | Liga de Quito |
| Internacional Porto Alegre                                     | Andrezinho (37.), Índio (44.), Pablo Guiñazu (49.) | Ulises de la Cruz (38.), Jairo Campos (44.), Renán Calle (50.), Paúl Ambrossi (65.), Neicer Reasco (75.) | Liga de Quito |
| Internacional Porto Alegre                                     | Bolívar (72.) | | Liga de Quito |
| 25. Juni 2009 um 21:50 Uhr in Porto Alegre (Estádio Beira-Rio) | | |               |
| Ergebnis: 0:1 (0:0)                                            | | |               |
| Zuschauer: 30.300                                              | | |               |
| Schiedsrichter: Juan Soto ( Venezuela)                         | | |               |

### Rückspiel
| LDU Quito                                           | LDU Quito | Internacional Porto Alegre | Internacional Porto Alegre |
| --------------------------------------------------- | --- | --- | -------------------------- |
| LDU Quito                                           | \| 9. Juli 2009 um 19:50 Uhr in Quito (La Casa Blanca) \| \| Ergebnis: 3:0 (2:0) \| \| Zuschauer: 40.000 \| \| Schiedsrichter: Carlos Chandía ( Chile) \| | \| 9. Juli 2009 um 19:50 Uhr in Quito (La Casa Blanca) \| \| Ergebnis: 3:0 (2:0) \| \| Zuschauer: 40.000 \| \| Schiedsrichter: Carlos Chandía ( Chile) \|                                             | Internacional Porto Alegre |
| LDU Quito                                           | Alexander Domínguez (62. José Francisco Cevallos sr.) – Carlos Espínola, Norberto Araujo, Jairo Campos, Ulises de la Cruz – Paul Ambrossi, Neicer Reasco, Enrique Vera (82. Williams Araújo), Patricio Urrutia – Christian Lara (76. Claudio Graf), Claudio Bieler Cheftrainer: Jorge Fossati ( Uruguay) | Lauro – Danilo, Índio, Danny Morais, Kléber – Glaydson (46. Andrezinho), Márcio Rodrigues, Pablo Guiñazú , Andrés D’Alessandro (72. Luis Bolaños) – Taison (52. Alecsandro), Nilmar Cheftrainer: Tite | Internacional Porto Alegre |
| LDU Quito                                           | 1:0 Carlos Espínola (9.) 2:0 Claudio Bieler (39.) 3:0 Enrique Vera (54.) | | Internacional Porto Alegre |
| LDU Quito                                           | Carlos Espínola (1.), Norberto Araujo (77.) | Danny Morais (80.) | Internacional Porto Alegre |
| 9. Juli 2009 um 19:50 Uhr in Quito (La Casa Blanca) | | |                            |
| Ergebnis: 3:0 (2:0)                                 | | |                            |
| Zuschauer: 40.000                                   | | |                            |
| Schiedsrichter: Carlos Chandía ( Chile)             | | |                            |

## 2010
Die 18. Ausspielung des Wettbewerbs fand im August / September 2010 zwischen dem Sieger der Copa Libertadores 2009 Estudiantes de La Plata (Argentinien) und dem Sieger der Copa Sudamericana 2009 Liga de Quito (Ecuador) statt. Liga de Quito konnte die Recopa verteidigen und gewann damit innerhalb von zwei Jahren seinen insgesamt vierten internationalen Titel.

### Hinspiel
| Liga de Quito                                          | Liga de Quito | Estudiantes de La Plata | Estudiantes de La Plata |
| ------------------------------------------------------ | --- | --- | ----------------------- |
| Liga de Quito                                          | \| 25. August 2010 um 20:15 Uhr in Quito (La Casa Blanca) \| \| Ergebnis: 2:1 (2:1) \| \| Zuschauer: 30.000 \| \| Schiedsrichter: Roberto Silvera ( Uruguay) \| | \| 25. August 2010 um 20:15 Uhr in Quito (La Casa Blanca) \| \| Ergebnis: 2:1 (2:1) \| \| Zuschauer: 30.000 \| \| Schiedsrichter: Roberto Silvera ( Uruguay) \| | Estudiantes de La Plata |
| Liga de Quito                                          | Alexander Domínguez – Neicer Reasco , Jorge Guagua, Norberto Araujo, Paul Ambrossi (82. Gonzalo Chila) – Diego Calderón, Patricio Urrutia, Christian Lara (86. Carlos Luna), Wilmer Araujo – Juan Salgueiro (65. Miller Bolaños), Hernán Barcos Cheftrainer: Edgardo Bauza ( Argentinien) | César Taborda – Gabriel Mercado, Facundo Roncaglia, Federico Fernández, Germán Ré, Marcos Rojo – Enzo Pérez, Rodrigo Braña, Juan Sebastián Verón , Leandro Benítez (83. Matías Sánchez, 90.+1' Michael Hoyos) – Leandro González (66. Carlos Auzqui) Cheftrainer: Alejandro Sabella | Estudiantes de La Plata |
| Liga de Quito                                          | 1:0 Hernán Barcos (8.) 2:1 Hernán Barcos (17.) | 1:1 Marcos Rojo (12.) | Estudiantes de La Plata |
| Liga de Quito                                          | Juan Salgueiro (30.), Christian Lara (56.), Jorge Guagua (81.) | Leandro Benítez (32.), Rodrigo Braña (38.), Germán Ré (76.) | Estudiantes de La Plata |
| 25. August 2010 um 20:15 Uhr in Quito (La Casa Blanca) | | |                         |
| Ergebnis: 2:1 (2:1)                                    | | |                         |
| Zuschauer: 30.000                                      | | |                         |
| Schiedsrichter: Roberto Silvera ( Uruguay)             | | |                         |

### Rückspiel
| Estudiantes de La Plata                                                               | Estudiantes de La Plata | LDU Quito | LDU Quito |
| ------------------------------------------------------------------------------------- | --- | --- | --------- |
| Estudiantes de La Plata                                                               | \| 8. September 2010 um 21:15 Uhr in Quilmes (Estadio Centenario Dr. José Luis Meiszner) \| \| Ergebnis: 0:0 \| \| Zuschauer: 23.000 \| \| Schiedsrichter: Carlos Simon ( Brasilien) \|                                                                                                | \| 8. September 2010 um 21:15 Uhr in Quilmes (Estadio Centenario Dr. José Luis Meiszner) \| \| Ergebnis: 0:0 \| \| Zuschauer: 23.000 \| \| Schiedsrichter: Carlos Simon ( Brasilien) \| | LDU Quito |
| Estudiantes de La Plata                                                               | César Taborda – Gabriel Mercado, Federico Fernández, Germán Ré (84. Gabriel Peñalba), Marcos Rojo – Enzo Pérez, Rodrigo Braña, Juan Sebastián Verón , Leandro Benítez (69. Juan Pablo Pereyra) – Gastón Fernández (46. Carlos Auzqui), Leandro González Cheftrainer: Alejandro Sabella | José Francisco Cevallos sr. – Neicer Reasco , Jorge Guagua, Ulises de la Cruz, Norberto Araujo, Paul Ambrossi – Diego Calderón, Patricio Urrutia, Wilmer Araujo (90.+2' Alejandro Gabriel Espinosa) – Hernán Barcos, Carlos Luna (72. Christian Lara, 90.+5' Juan Manuel Salgueiro) Cheftrainer: Edgardo Bauza ( Argentinien) | LDU Quito |
| Estudiantes de La Plata                                                               | Marcos Rojo (20.) | Wilmer Araujo (10.), Diego Calderón (24.), José Francisco Cevallos sr. (63.), Paúl Ambrossi (90.) | LDU Quito |
| 8. September 2010 um 21:15 Uhr in Quilmes (Estadio Centenario Dr. José Luis Meiszner) | | |           |
| Ergebnis: 0:0                                                                         | | |           |
| Zuschauer: 23.000                                                                     | | |           |
| Schiedsrichter: Carlos Simon ( Brasilien)                                             | | |           |

## 2011
Die 19. Ausspielung des Wettbewerbs fand im August 2011 zwischen dem Sieger der Copa Libertadores 2010 SC Internacional aus Porto Alegre (Brasilien) und dem Sieger der Copa Sudamericana 2010 CA Independiente aus Avellaneda (Argentinien) statt. Der SC Internacional gewann bei seiner dritten Teilnahme nach 2007 und 2009 in Hin- und Rückspiel seinen zweiten Recopa-Titel.

### Hinspiel
| CA Independiente                                                             | CA Independiente | Internacional Porto Alegre | Internacional Porto Alegre |
| ---------------------------------------------------------------------------- | --- | --- | -------------------------- |
| CA Independiente                                                             | \| 10. August 2011 um 21:50 Uhr in Avellaneda (Estadio Libertadores de América) \| \| Ergebnis: 2:1 (1:1) \| \| Zuschauer: 40.000 \| \| Schiedsrichter: Wilmar Roldán ( Kolumbien) \|                                                                                                | \| 10. August 2011 um 21:50 Uhr in Avellaneda (Estadio Libertadores de América) \| \| Ergebnis: 2:1 (1:1) \| \| Zuschauer: 40.000 \| \| Schiedsrichter: Wilmar Roldán ( Kolumbien) \|         | Internacional Porto Alegre |
| CA Independiente                                                             | Hilario Navarro – Eduardo Tuzzio, Julián Velázquez, Gabriel Milito , Maximiliano Velázquez, – Hernán Fredes, Cristian Pellerano, Iván Pérez (62. Nicolás Cabrera), Matías Defederico (62. Brian Nieva) – Marco Pérez, Leonel Núñez (73. Osmar Ferreyra) Cheftrainer: Antonio Mohamed | Muriel – Nei, Bolívar , Índio, Kléber (21. Fabrício) – Wilson Mathías, Élton Arábia, Tinga, Jô (82. Maquinhos), Andrés D’Alessandro (75. Andrézinho) – Leandro Damião Cheftrainer: Osmar Loss | Internacional Porto Alegre |
| CA Independiente                                                             | 1:1 Maximiliano Velázquez (41.) 2:1 Marco Pérez (72.) | 0:1 Leandro Damião (36.) | Internacional Porto Alegre |
| CA Independiente                                                             | Cristian Pellerano (68.), Julián Velázquez (76.) | Bolívar (4.), Andrés D’Alessandro (54.) | Internacional Porto Alegre |
| 10. August 2011 um 21:50 Uhr in Avellaneda (Estadio Libertadores de América) | | |                            |
| Ergebnis: 2:1 (1:1)                                                          | | |                            |
| Zuschauer: 40.000                                                            | | |                            |
| Schiedsrichter: Wilmar Roldán ( Kolumbien)                                   | | |                            |

### Rückspiel
| Internacional Porto Alegre                                       | Internacional Porto Alegre | CA Independiente | CA Independiente |
| ---------------------------------------------------------------- | --- | --- | ---------------- |
| Internacional Porto Alegre                                       | \| 24. August 2011 um 21:50 Uhr in Porto Alegre (Estádio Beira-Rio) \| \| Ergebnis: 3:1 (2:0) \| \| Zuschauer: 39.000 \| \| Schiedsrichter: Jorge Larrionda ( Uruguay) \|          | \| 24. August 2011 um 21:50 Uhr in Porto Alegre (Estádio Beira-Rio) \| \| Ergebnis: 3:1 (2:0) \| \| Zuschauer: 39.000 \| \| Schiedsrichter: Jorge Larrionda ( Uruguay) \| | CA Independiente |
| Internacional Porto Alegre                                       | Muriel – Nei, Bolívar, Índio, Kléber – Élton Arábia, Pablo Guiñazú , Oscar, Andrés D’Alessandro (68. Andrézinho) – Dellatorre (71. Jô), Leandro Damião Cheftrainer: Dorival Júnior | Hilario Navarro – Eduardo Tuzzio, Julián Velázquez, Gabriel Milito , Maximiliano Velázquez – Hernán Fredes (86. Matías Defederico), Cristian Pellerano, Iván Pérez (45. Ivan Velez), Osmar Ferreyra (86. Leonel Núñez) – Marco Pérez, Facundo Parra Cheftrainer: Antonio Mohamed | CA Independiente |
| Internacional Porto Alegre                                       | 1:0 Leandro Damião (19.) 2:0 Leandro Damião (25.) 3:1 Kléber (83., Elfm.) | 2:1 Maximiliano Velázquez (48.) | CA Independiente |
| Internacional Porto Alegre                                       | Maximiliano Velázquez (22.), Eduardo Tuzzio (34.), Osmar Ferreyra (77.), Hernán Fredes (85.)                                                                                       | | CA Independiente |
| 24. August 2011 um 21:50 Uhr in Porto Alegre (Estádio Beira-Rio) | | |                  |
| Ergebnis: 3:1 (2:0)                                              | | |                  |
| Zuschauer: 39.000                                                | | |                  |
| Schiedsrichter: Jorge Larrionda ( Uruguay)                       | | |                  |

## 2012
Die 20. Ausspielung des Wettbewerbs fand im August / September 2012 zwischen dem Sieger der Copa Libertadores 2011 FC Santos (Brasilien) und dem Sieger der Copa Sudamericana 2011 CF Universidad de Chile aus Santiago de Chile statt.

### Hinspiel
| CF Universidad de Chile                                          | CF Universidad de Chile | FC Santos | FC Santos |
| ---------------------------------------------------------------- | --- | --- | --------- |
| CF Universidad de Chile                                          | \| 22. August 2012 in Santiago de Chile (Estadio Nacional de Chile) \| \| Ergebnis: 0:0 \| \| Zuschauer: 35.000 \| \| Schiedsrichter: Néstor Pitana ( Argentinien) \| | \| 22. August 2012 in Santiago de Chile (Estadio Nacional de Chile) \| \| Ergebnis: 0:0 \| \| Zuschauer: 35.000 \| \| Schiedsrichter: Néstor Pitana ( Argentinien) \|                            | FC Santos |
| CF Universidad de Chile                                          | Johnny Herrera – Albert Acevedo, Sebastian Martinez, José Rojas , Eugenio Mena – Matías Rodríguez (78. Christian Bravo), Charles Aránguiz, Guillermo Marino (80. Ezequiel Videla), Roberto Cereceda – Gustavo Lorenzetti, Enzo Gutiérrez Cheftrainer: Jorge Sampaoli ( Argentinien) | Rafael Cabral – Bruno Peres, Bruno Rodrigo, Durval , Juan – Adriano, Arouca, Ganso, Patricio Rodríguez (87. Felipe Anderson) – Neymar, André (64. Ezequiel Miralles) Cheftrainer: Muricy Ramalho | FC Santos |
| CF Universidad de Chile                                          | Roberto Cereceda (1.), Gustavo Lorenzetti (54.) | Arouca (10.), Ganzo (27.) | FC Santos |
| 22. August 2012 in Santiago de Chile (Estadio Nacional de Chile) | | |           |
| Ergebnis: 0:0                                                    | | |           |
| Zuschauer: 35.000                                                | | |           |
| Schiedsrichter: Néstor Pitana ( Argentinien)                     | | |           |

### Rückspiel
| FC Santos                                             | FC Santos | CF Universidad de Chile | CF Universidad de Chile |
| ----------------------------------------------------- | --- | --- | ----------------------- |
| FC Santos                                             | \| 26. September 2012 in São Paulo (Estádio do Pacaembu) \| \| Ergebnis: 2:0 (1:0) \| \| Zuschauer: 24.000 \| \| Schiedsrichter: Martín Vázquez ( Uruguay) \|                                                                | \| 26. September 2012 in São Paulo (Estádio do Pacaembu) \| \| Ergebnis: 2:0 (1:0) \| \| Zuschauer: 24.000 \| \| Schiedsrichter: Martín Vázquez ( Uruguay) \| | CF Universidad de Chile |
| FC Santos                                             | Rafael Cabral – Durval , Léo (54. Gérson Magrão), Bruno Rodrigo, Bruno Peres (71. Ewerton Páscoa) – Arouca, Adriano, Patricio Rodríguez (85. Ezequiel Miralles), Felipe Anderson – Neymar, André Cheftrainer: Muricy Ramalho | Johnny Herrera – Osvaldo González, José Rojas , Albert Acevedo (72. Paulo Magalhães), Eugenio Mena – Matías Rodríguez (46. Francisco Castro), Charles Aránguiz (46. Guillermo Marino), Sebastian Martinez – Gustavo Lorenzetti, Enzo Gutiérrez, Sebastián Ubilla Cheftrainer: Jorge Sampaoli ( Argentinien) | CF Universidad de Chile |
| FC Santos                                             | 1:0 Neymar (28.) 2:0 Bruno Rodrigo (61.) | | CF Universidad de Chile |
| FC Santos                                             | Adriano (19.), Durval (76.) | José Rojas (32.), Sebastian Martinez (57.), Osvaldo González (60.), Gustavo Lorenzetti (89.) | CF Universidad de Chile |
| FC Santos                                             | Herrera hält Foulelfmeter von Neymar (45.+2') | | CF Universidad de Chile |
| 26. September 2012 in São Paulo (Estádio do Pacaembu) | | |                         |
| Ergebnis: 2:0 (1:0)                                   | | |                         |
| Zuschauer: 24.000                                     | | |                         |
| Schiedsrichter: Martín Vázquez ( Uruguay)             | | |                         |

## 2013
Die 21. Ausspielung des Wettbewerbs fand im Juli 2013 zwischen dem Sieger der Copa Libertadores 2012 Corinthians São Paulo (Brasilien) und dem Sieger der Copa Sudamericana 2012 FC São Paulo (Brasilien) statt.

### Hinspiel
| FC São Paulo                                   | FC São Paulo | Corinthians São Paulo | Corinthians São Paulo |
| ---------------------------------------------- | --- | --- | --------------------- |
| FC São Paulo                                   | \| 3. Juli 2013 in São Paulo (Estádio do Morumbi) \| \| Ergebnis: 1:2 (0:1) \| \| Zuschauer: 31.691 \| \| Schiedsrichter: Ricardo Marques ( Brasilien) \|                                         | \| 3. Juli 2013 in São Paulo (Estádio do Morumbi) \| \| Ergebnis: 1:2 (0:1) \| \| Zuschauer: 31.691 \| \| Schiedsrichter: Ricardo Marques ( Brasilien) \|                                | Corinthians São Paulo |
| FC São Paulo                                   | Rogério Ceni – Douglas (46. Wellington), Lúcio, Rafael Tolói, Juan – Rodrigo Caio, Denilson (79. Lucas Evangelista), Ganso, (46. Alóisio), Jàdson – Osvaldo, Luís Fabiano Cheftrainer: Ney Franco | Cássio – Edenílson, Gil, Paulo André, Fábio Santos – Ralf, Guilherme, Danilo (28. Douglas) (53. Renato Augusto) – Romarinho, Emerson Sheik (82. Ibson), Paolo Guerrero Cheftrainer: Tite | Corinthians São Paulo |
| FC São Paulo                                   | 1:1 Alóisio (46.) | 0:1 Paolo Guerrero (28.) 1:2 Renato Augusto (75.) | Corinthians São Paulo |
| FC São Paulo                                   | Ganso (21.), Jadson (75.), Juan (87.), Wellington (90.) | Ralf (16.), Emerson (41.), Renato Augusto (60.), Paolo Guerrero (90.+3) | Corinthians São Paulo |
| 3. Juli 2013 in São Paulo (Estádio do Morumbi) | | |                       |
| Ergebnis: 1:2 (0:1)                            | | |                       |
| Zuschauer: 31.691                              | | |                       |
| Schiedsrichter: Ricardo Marques ( Brasilien)   | | |                       |

### Rückspiel
| Corinthians São Paulo                            | Corinthians São Paulo | FC São Paulo | FC São Paulo |
| ------------------------------------------------ | --- | --- | ------------ |
| Corinthians São Paulo                            | \| 17. Juli 2013 in São Paulo (Estádio do Pacaembu) \| \| Ergebnis: 2:0 (1:0) \| \| Zuschauer: 38.050 \| \| Schiedsrichter: Paulo Oliveira ( Brasilien) \|                                      | \| 17. Juli 2013 in São Paulo (Estádio do Pacaembu) \| \| Ergebnis: 2:0 (1:0) \| \| Zuschauer: 38.050 \| \| Schiedsrichter: Paulo Oliveira ( Brasilien) \|                  | FC São Paulo |
| Corinthians São Paulo                            | Cássio – Edenílson, Gil, Paulo André, Fábio Santos – Ralf, Guilherme, Danilo – Romarinho (81. Renato Augusto), Emerson Sheik (89. Ibson), Paolo Guerrero (86. Alexandre Pato) Cheftrainer: Tite | Rogério Ceni – Douglas, Lúcio, Rafael Tolói, Juan (68. Maicon) – Rodrigo Caio, Denilson, Wellington (46. Alóisio), Ganso – Osvaldo, Luís Fabiano Cheftrainer: Paulo Autuori | FC São Paulo |
| Corinthians São Paulo                            | 1:0 Romarinho (36.) 2:0 Danilo (69.) | | FC São Paulo |
| Corinthians São Paulo                            | Danilo (33.) | Douglas (22.) | FC São Paulo |
| 17. Juli 2013 in São Paulo (Estádio do Pacaembu) | | |              |
| Ergebnis: 2:0 (1:0)                              | | |              |
| Zuschauer: 38.050                                | | |              |
| Schiedsrichter: Paulo Oliveira ( Brasilien)      | | |              |

## 2014
Die 22. Ausspielung des Wettbewerbs fand im Juli 2014 zwischen dem Sieger der Copa Libertadores 2013 Atlético Mineiro (Brasilien) und dem Sieger der Copa Sudamericana 2013 CA Lanús (Argentinien) statt.

### Hinspiel
| CA Lanús                                                             | CA Lanús | Atlético Mineiro | Atlético Mineiro |
| -------------------------------------------------------------------- | --- | --- | ---------------- |
| CA Lanús                                                             | \| 16. Juli 2014 in Lanús (Estadio Ciudad de Lanús – Néstor Díaz Pérez) \| \| Ergebnis: 0:1 (0:0) \| \| Schiedsrichter: Antonio Arias ( Paraguay) \| | \| 16. Juli 2014 in Lanús (Estadio Ciudad de Lanús – Néstor Díaz Pérez) \| \| Ergebnis: 0:1 (0:0) \| \| Schiedsrichter: Antonio Arias ( Paraguay) \|                                                | Atlético Mineiro |
| CA Lanús                                                             | Agustín Marchesín – Carlos Araujo, Gustavo Gómez, Diego Braghieri, Maximiliano Velázquez – Diego González, Leandro Somoza, Víctor Ayala (65. Jorge Ortiz) – Oscar Benítez (77. Alejandro Silva), Santiago Silva, Lucas Melano (57. Lautaro Acosta) Cheftrainer: Guillermo Barros Schelotto | Victor – Marcos Rocha, Leonardo Silva , Jemerson, Emerson da Conceição – Pierre, Leandro Donizete – Diego Tardelli, Maicosuel, Ronaldinho (46. Guilherme) – André (46. Jô) Cheftrainer: Levir Culpi | Atlético Mineiro |
| CA Lanús                                                             | 0:1 Diego Tardelli (66.) | | Atlético Mineiro |
| CA Lanús                                                             | Oscar Benítez (64.), Gustavo Gómez (72.), Maximiliano Velázquez (85.) | Emerson da Conceição (22.), Pierre (60.), Guilherme (62.), Jemerson (89.) | Atlético Mineiro |
| 16. Juli 2014 in Lanús (Estadio Ciudad de Lanús – Néstor Díaz Pérez) | | |                  |
| Ergebnis: 0:1 (0:0)                                                  | | |                  |
| Schiedsrichter: Antonio Arias ( Paraguay)                            | | |                  |

### Rückspiel
| Atlético Mineiro                                        | Atlético Mineiro | CA Lanús | CA Lanús |
| ------------------------------------------------------- | --- | --- | -------- |
| Atlético Mineiro                                        | \| 23. Juli 2014 in Belo Horizonte (Estádio Independência) \| \| Ergebnis: 4:3 n. V. (2:2, 2:3) \| \| Schiedsrichter: Roberto Silvera ( Uruguay) \|                                                                | \| 23. Juli 2014 in Belo Horizonte (Estádio Independência) \| \| Ergebnis: 4:3 n. V. (2:2, 2:3) \| \| Schiedsrichter: Roberto Silvera ( Uruguay) \| | CA Lanús |
| Atlético Mineiro                                        | Victor – Marcos Rocha, Leonardo Silva , Réver, Emerson da Conceição – Pierre, Leandro Donizete – Maicosuel (77. Guilherme), Ronaldinho (65. Luan), Diego Tardelli (89. Jesús Dátolo) – Jô Cheftrainer: Levir Culpi | Agustín Marchesín – Carlos Araujo (75. Lucas Melano), Gustavo Gómez (106. Oscar Benítez), Diego Braghieri, Maximiliano Velázquez – Jorge Ortiz (105.+1' Nicolás Pasquini), Diego González, Leandro Somoza, Víctor Ayala – Lautaro Acosta, Santiago Silva Cheftrainer: Guillermo Barros Schelotto | CA Lanús |
| Atlético Mineiro                                        | 1:0 Diego Tardelli (7., Foulelfmeter) 2:2 Maicosuel (38.) 3:3 Gustavo Gómez (103., Eigentor) 4:3 Víctor Ayala (112., Eigentor)                                                                                     | 1:1 Víctor Ayala (9.) 1:2 Santiago Silva (26.) 2:3 Lautaro Acosta (90.+4') | CA Lanús |
| Atlético Mineiro                                        | Diego Tardelli (8.), Pierre (19.), Réver (96.), Leandro Donizete (119.) | Víctor Ayala (43.), Leandro Somoza (44.), Lautaro Acosta (64.), Diego González (66.), Diego Braghieri (95.), Gustavo Gómez (105.) | CA Lanús |
| Atlético Mineiro                                        | Lautaro Acosta (117.) | | CA Lanús |
| 23. Juli 2014 in Belo Horizonte (Estádio Independência) | | |          |
| Ergebnis: 4:3 n. V. (2:2, 2:3)                          | | |          |
| Schiedsrichter: Roberto Silvera ( Uruguay)              | | |          |

## 2015
Die 23. Ausspielung des Wettbewerbs fand im Februar 2015 zwischen dem Sieger der Copa Libertadores 2014 Club Atlético San Lorenzo de Almagro (Argentinien) und dem Sieger der Copa Sudamericana 2014 River Plate (Argentinien) statt. CA River Plate gewann bei seiner dritten Teilnahme nach 1997 und 1998 seinen ersten Titel bei der Recopa.

### Hinspiel
| River Plate                                                                                      | River Plate | Club Atlético San Lorenzo de Almagro | Club Atlético San Lorenzo de Almagro |
| ------------------------------------------------------------------------------------------------ | --- | --- | ------------------------------------ |
| River Plate                                                                                      | \| 6. Februar 2015 um 21:00 Uhr (ART) in Buenos Aires (Estadio Monumental Antonio Vespucio Liberti) \| \| Ergebnis: 1:0 (0:0) \| \| Schiedsrichter: Germán Delfino ( Argentinien) \| | \| 6. Februar 2015 um 21:00 Uhr (ART) in Buenos Aires (Estadio Monumental Antonio Vespucio Liberti) \| \| Ergebnis: 1:0 (0:0) \| \| Schiedsrichter: Germán Delfino ( Argentinien) \|                                                                                           | Club Atlético San Lorenzo de Almagro |
| River Plate                                                                                      | Marcelo Barovero – Gabriel Mercado, Jonathan Maidana, Ramiro Funes Mori, Leonel Vangioni – Carlos Sánchez, Matías Kranevitter, Ariel Rojas (71. Camilo Mayada) – Rodrigo Mora (61. Gonzalo Martínez), Leonardo Pisculichi, Teófilo Gutiérrez (71. Fernando Cavenaghi) Cheftrainer: Marcelo Gallardo | Sebastián Torrico – Julio Buffarini, Mauro Cetto, Matías Caruzzo, Emmanuel Más – Enzo Kalinski, Juan Mercier – Sebastián Blanco (75. Gonzalo Verón), Pablo Barrientos (61. Leandro Romagnoli), Franco Mussis – Martín Cauteruccio (65. Mauro Matos) Cheftrainer: Edgardo Bauza | Club Atlético San Lorenzo de Almagro |
| River Plate                                                                                      | 1:0 Carlos Sánchez (78.) | | Club Atlético San Lorenzo de Almagro |
| River Plate                                                                                      | Matías Kranevitter (29.), Leonel Vangioni (87.) | Julio Buffarini (58.), Matías Caruzzo (87.) | Club Atlético San Lorenzo de Almagro |
| River Plate                                                                                      | Leandro Romagnoli (87.) | | Club Atlético San Lorenzo de Almagro |
| 6. Februar 2015 um 21:00 Uhr (ART) in Buenos Aires (Estadio Monumental Antonio Vespucio Liberti) | | |                                      |
| Ergebnis: 1:0 (0:0)                                                                              | | |                                      |
| Schiedsrichter: Germán Delfino ( Argentinien)                                                    | | |                                      |

### Rückspiel
| Club Atlético San Lorenzo de Almagro                                         | Club Atlético San Lorenzo de Almagro | River Plate | River Plate |
| ---------------------------------------------------------------------------- | --- | --- | ----------- |
| Club Atlético San Lorenzo de Almagro                                         | \| 11. Februar 2015 um 21:00 Uhr (ART) in Buenos Aires (Estadio Pedro Bidegain) \| \| Ergebnis: 0:1 (0:0) \| \| Schiedsrichter: Néstor Pitana ( Argentinien) \| | \| 11. Februar 2015 um 21:00 Uhr (ART) in Buenos Aires (Estadio Pedro Bidegain) \| \| Ergebnis: 0:1 (0:0) \| \| Schiedsrichter: Néstor Pitana ( Argentinien) \| | River Plate |
| Club Atlético San Lorenzo de Almagro                                         | Sebastián Torrico – Julio Buffarini, Mauro Cetto, Matías Caruzzo, Emmanuel Más – Juan Mercier , Franco Mussis (16. Facundo Quignon, 66. Gonzalo Verón) – Héctor Villalba, Pablo Barrientos (57. Mauro Matos), Sebastián Blanco – Martín Cauteruccio Cheftrainer: Edgardo Bauza | Marcelo Barovero – Gabriel Mercado, Jonathan Maidana, Ramiro Funes Mori, Leonel Vangioni – Carlos Sánchez, Matías Kranevitter, Ariel Rojas – Rodrigo Mora (84. Germán Pezzella), Leonardo Pisculichi (62. Gonzalo Martínez), Teófilo Gutiérrez (75. Camilo Mayada) Cheftrainer: Marcelo Gallardo | River Plate |
| Club Atlético San Lorenzo de Almagro                                         | 0:1 Carlos Sánchez (68.) | | River Plate |
| Club Atlético San Lorenzo de Almagro                                         | Julio Buffarini (37.), Sebastián Blanco (63.), Héctor Villalba (83.) | Carlos Sánchez (38.), Gabriel Mercado (57.), Leonel Vangioni (76.), Marcelo Barovero (82.), Jonathan Maidana (82.) | River Plate |
| Club Atlético San Lorenzo de Almagro                                         | Julio Buffarini (90.) | | River Plate |
| Club Atlético San Lorenzo de Almagro                                         | Ramiro Funes Mori (82.) | | River Plate |
| 11. Februar 2015 um 21:00 Uhr (ART) in Buenos Aires (Estadio Pedro Bidegain) | | |             |
| Ergebnis: 0:1 (0:0)                                                          | | |             |
| Schiedsrichter: Néstor Pitana ( Argentinien)                                 | | |             |

## 2016
Die 24. Ausspielung des Wettbewerbs fand im August 2016 zwischen dem Sieger der Copa Libertadores 2015 River Plate (Argentinien) und dem Sieger der Copa Sudamericana 2015 Independiente Santa Fe (Kolumbien) statt. River Plate konnte seinen Titel aus dem Vorjahr verteidigen und gewann bei seiner vierten Teilnahme nach 1997, 1998 und 2015 seinen insgesamt zweiten Titel bei der Recopa.

### Hinspiel
| Independiente Santa Fe                                   | Independiente Santa Fe | River Plate | River Plate |
| -------------------------------------------------------- | --- | --- | ----------- |
| Independiente Santa Fe                                   | \| 18. August 2016 um 19:45 Uhr (ART) in Bogotá (El Campín) \| \| Ergebnis: 0:0 \| \| Schiedsrichter: Wilton Sampaio ( Brasilien) \| | \| 18. August 2016 um 19:45 Uhr (ART) in Bogotá (El Campín) \| \| Ergebnis: 0:0 \| \| Schiedsrichter: Wilton Sampaio ( Brasilien) \| | River Plate |
| Independiente Santa Fe                                   | Róbinson Zapata – Carlos Arboleda, Horacio Salaberry, William Tesillo, Dairon Mosquera – Juan Daniel Roa, Yeison Gordillo, Cristian Borja (57. Joao Rodríguez), Omar Sebastián Pérez (70. Juan Manuel Falcón) – Humberto Osorio (84. Kevin Salazar), Jonathan Gómez Cheftrainer: Gustavo Costas ( Argentinien) | Augusto Batalla – Jorge Moreira, Jonathan Maidana, Arturo Mina, Milton Casco – Leonardo Ponzio , Ignacio Fernández, Andrés D’Alessandro (62. Tomás Andrade), Gonzalo Martínez – Sebastián Driussi (62. Rodrigo Mora), Lucas Alario (81. Iván Alonso) Cheftrainer: Marcelo Gallardo | River Plate |
| Independiente Santa Fe                                   | Yeison Gordillo (44.), Dairon Mosquera (67.) | Arturo Mina (51.), Jonathan Maidana (82.) | River Plate |
| 18. August 2016 um 19:45 Uhr (ART) in Bogotá (El Campín) | | |             |
| Ergebnis: 0:0                                            | | |             |
| Schiedsrichter: Wilton Sampaio ( Brasilien)              | | |             |

### Rückspiel
| River Plate                                                                                      | River Plate | Independiente Santa Fe | Independiente Santa Fe |
| ------------------------------------------------------------------------------------------------ | --- | --- | ---------------------- |
| River Plate                                                                                      | \| 25. August 2016 um 21:15 Uhr (ART) in Buenos Aires (Estadio Monumental Antonio Vespucio Liberti) \| \| Ergebnis: 2:1 (1:0) \| \| Schiedsrichter: Víctor Carrillo ( Peru) \| | \| 25. August 2016 um 21:15 Uhr (ART) in Buenos Aires (Estadio Monumental Antonio Vespucio Liberti) \| \| Ergebnis: 2:1 (1:0) \| \| Schiedsrichter: Víctor Carrillo ( Peru) \| | Independiente Santa Fe |
| River Plate                                                                                      | Augusto Batalla – Jorge Moreira, Jonathan Maidana, Arturo Mina, Milton Casco – Leonardo Ponzio , Ignacio Fernández, Andrés D’Alessandro (69. Tomás Andrade), Gonzalo Martínez (79. Rodrigo Mora) – Sebastián Driussi (69. Iván Alonso), Lucas Alario Cheftrainer: Marcelo Gallardo | Róbinson Zapata – Carlos Arboleda, Horacio Salaberry, William Tesillo, Dairon Mosquera – Leonardo Pico (60. Juan Manuel Falcón), Juan Daniel Roa, Yeison Gordillo, Omar Sebastián Pérez (46. Sebastián Salazar) – Jonathan Gómez, Humberto Osorio Cheftrainer: Gustavo Costas ( Argentinien) | Independiente Santa Fe |
| River Plate                                                                                      | 1:0 Sebastián Driussi (3.) 2:0 Lucas Alario (50.) | 2:1 Horacio Salaberry (64.) | Independiente Santa Fe |
| River Plate                                                                                      | Milton Casco (9.), Gonzalo Martínez (74.) | Yeison Gordillo (14.), Juan Manuel Falcón (67.) | Independiente Santa Fe |
| 25. August 2016 um 21:15 Uhr (ART) in Buenos Aires (Estadio Monumental Antonio Vespucio Liberti) | | |                        |
| Ergebnis: 2:1 (1:0)                                                                              | | |                        |
| Schiedsrichter: Víctor Carrillo ( Peru)                                                          | | |                        |

## 2017
Die 25. Ausspielung des Wettbewerbs fand im April und Mai 2017 zwischen dem Sieger der Copa Libertadores 2016 Atlético Nacional (Kolumbien) und dem Sieger der Copa Sudamericana 2016 Chapecoense (Brasilien) statt. Atlético Nacional gewann seinen ersten Titel bei der zweiten Teilnahme an der Recopa.

### Hinspiel
| Chapecoense                                            | Chapecoense | Atlético Nacional | Atlético Nacional |
| ------------------------------------------------------ | --- | --- | ----------------- |
| Chapecoense                                            | \| 4. April 2017 um 19:15 (BWDT) in Chapecó (Arena Condá) \| \| Ergebnis: 2:1 (1:0) \| \| Zuschauer: 19.005 \| \| Schiedsrichter: Mario Díaz de Vivar ( Paraguay) \|                                                          | \| 4. April 2017 um 19:15 (BWDT) in Chapecó (Arena Condá) \| \| Ergebnis: 2:1 (1:0) \| \| Zuschauer: 19.005 \| \| Schiedsrichter: Mario Díaz de Vivar ( Paraguay) \| | Atlético Nacional |
| Chapecoense                                            | Artur Moraes – Apodi, Douglas Grolli (46. Luiz Otávio), Nathan, Reinaldo – João Pedro, Luiz Antônio (65. Moisés Ribeiro), Andrei Girotto – Rossi, Túlio de Melo (72. Wellington Paulista), Arthur Cheftrainer: Vagner Mancini | Franco Armani – Daniel Bocanegra, Felipe Aguilar, Alexis Henríquez , Farid Díaz – Diego Arias, Alejandro Bernal (77. Jhon Mosquera), Andrés Ibargüen (89. Arley Rodríguez) – Macnelly Torres – Luis Carlos Ruiz, Dayro Moreno (71. Aldo Leão Ramírez) Cheftrainer: Reinaldo Rueda | Atlético Nacional |
| Chapecoense                                            | 1:0 Reinaldo (23., Foulelfmeter) 2:1 Luiz Otávio (73.) | 1:1 Macnelly Torres (58.) | Atlético Nacional |
| Chapecoense                                            | Apodi (76.) | Daniel Bocanegra (22.), Diego Arias (88.), Alexis Henríquez (90.) | Atlético Nacional |
| 4. April 2017 um 19:15 (BWDT) in Chapecó (Arena Condá) | | |                   |
| Ergebnis: 2:1 (1:0)                                    | | |                   |
| Zuschauer: 19.005                                      | | |                   |
| Schiedsrichter: Mario Díaz de Vivar ( Paraguay)        | | |                   |

### Rückspiel
| Atlético Nacional                                    | Atlético Nacional | Chapecoense | Chapecoense |
| ---------------------------------------------------- | --- | --- | ----------- |
| Atlético Nacional                                    | \| 10. Mai 2017 in Medellín (Estadio Atanasio Girardot) \| \| Ergebnis: 4:1 (2:0) \| \| Schiedsrichter: Roberto Tobar ( Chile) \| | \| 10. Mai 2017 in Medellín (Estadio Atanasio Girardot) \| \| Ergebnis: 4:1 (2:0) \| \| Schiedsrichter: Roberto Tobar ( Chile) \|                                                                                                 | Chapecoense |
| Atlético Nacional                                    | Franco Armani – Daniel Bocanegra, Francisco Nájera, Alexis Henríquez , Farid Díaz – Diego Arias (90. Juan Pablo Nieto), Macnelly Torres, Aldo Leão Ramírez (70. Elkin Blanco) – Arley Rodríguez, Dayro Moreno, Andrés Ibargüen (90.+2' Cristian Dájome) Cheftrainer: Reinaldo Rueda | Artur Moraes – João Pedro, Douglas Grolli, Nathan, Reinaldo – Andrei Girotto, Moisés Ribeiro, Luiz Antônio (46. Apodi) – Osman Júnior, Wellington Paulista (82. Niltinho), Arthur (75. Túlio de Melo) Cheftrainer: Vagner Mancini | Chapecoense |
| Atlético Nacional                                    | 1:0 Dayro Moreno (1.) 2:0 Andrés Ibargüen (30.) 3:0 Dayro Moreno (66.) 4:0 Andrés Ibargüen (79.) | 4:1 Túlio de Melo (82.) | Chapecoense |
| Atlético Nacional                                    | Andrés Ibargüen (55.), Arley Rodríguez (83.), Elkin Blanco (84.) | Arthur (23.), Reinaldo (28.), Moisés Ribeiro (45.), Andrei Girotto (56.), Nathan (65.) | Chapecoense |
| Atlético Nacional                                    | Andrei Girotto (87.) | | Chapecoense |
| 10. Mai 2017 in Medellín (Estadio Atanasio Girardot) | | |             |
| Ergebnis: 4:1 (2:0)                                  | | |             |
| Schiedsrichter: Roberto Tobar ( Chile)               | | |             |

## 2018
Die 26. Ausspielung des Wettbewerbs fand am 14. und 21. Februar 2018 zwischen dem Sieger der Copa Libertadores 2017 Grêmio Porto Alegre (Brasilien) und dem Sieger der Copa Sudamericana 2017 CA Independiente (Argentinien) statt. Gremio gewann nach 1996 zum zweiten Mal die Recopa Sudamericana.

### Hinspiel
| CA Independiente                                                                | CA Independiente | Grêmio Porto Alegre | Grêmio Porto Alegre | Aufstellung                                            |
| ------------------------------------------------------------------------------- | --- | --- | ------------------- | ------------------------------------------------------ |
| CA Independiente                                                                | \| 14. Februar 2018 in Avellaneda (Buenos Aires) (Estadio Libertadores de América) \| \| Ergebnis: 1:1 (1:1) \| \| Zuschauer: 47.000 \| \| Schiedsrichter: Roddy Zambrano ( Ecuador) \| | \| 14. Februar 2018 in Avellaneda (Buenos Aires) (Estadio Libertadores de América) \| \| Ergebnis: 1:1 (1:1) \| \| Zuschauer: 47.000 \| \| Schiedsrichter: Roddy Zambrano ( Ecuador) \|                                                                                                | Grêmio Porto Alegre | Aufstellung CA Independiente gegen Grêmio Porto Alegre |
| CA Independiente                                                                | Martín Campaña – Fabricio Bustos 83., Alan Franco, Fernando Amorebieta, Gastón Silva – Nicolás Domingo, Fernando Gaibor 67. – Martín Benítez 64., Maximiliano Meza, Jony, Emmanuel Gigliotti Reserve Damián Albil, Jorge Figal 66., Juan Sánchez Miño, Jonás Gutiérrez 67., Leandro Fernández 64., Silvio Romero, Juan Manuel Martínez Cheftrainer: Ariel Holan | Marcelo Grohe – Léo Moura, Pedro Geromel, Walter Kannemann, Bruno Cortez – Jaílson – Lima 53., Maicón , Cícero Santos 85., Everton 85. – Luan Vieira Reserve Paulo Victor, Marcelo Oliveira, Bressan, Michel, Maicosuel 85., Alisson 53., Jael Ferreira 85. Cheftrainer: Renato Gaúcho | Grêmio Porto Alegre | Aufstellung CA Independiente gegen Grêmio Porto Alegre |
| CA Independiente                                                                | 33′ (Eigentor) 1:1 Bruno Cortez | 22′ 0:1 Luan Vieira | Grêmio Porto Alegre | Aufstellung CA Independiente gegen Grêmio Porto Alegre |
| CA Independiente                                                                | Nicolás Domingo (45+3.), Leandro Fernández (70.), Fernando Amorebieta (90.) | Léo Moura (32.), Pedro Geromel (39.), Alisson (89.) | Grêmio Porto Alegre | Aufstellung CA Independiente gegen Grêmio Porto Alegre |
| CA Independiente                                                                | Emmanuel Gigliotti (28.) | | Grêmio Porto Alegre | Aufstellung CA Independiente gegen Grêmio Porto Alegre |
| 14. Februar 2018 in Avellaneda (Buenos Aires) (Estadio Libertadores de América) | | |                     |                                                        |
| Ergebnis: 1:1 (1:1)                                                             | | |                     |                                                        |
| Zuschauer: 47.000                                                               | | |                     |                                                        |
| Schiedsrichter: Roddy Zambrano ( Ecuador)                                       | | |                     |                                                        |

### Rückspiel
| Grêmio Porto Alegre                                | Grêmio Porto Alegre | CA Independiente | CA Independiente | Aufstellung                                            |
| -------------------------------------------------- | --- | --- | ---------------- | ------------------------------------------------------ |
| Grêmio Porto Alegre                                | \| 21. Februar 2018 in Porto Alegre (Arena do Grêmio) \| \| Ergebnis: 0:0 n. V. (5:4 i. E.) \| \| Zuschauer: 42.921 \| \| Schiedsrichter: Enrique Cáceres ( Paraguay) \| | \| 21. Februar 2018 in Porto Alegre (Arena do Grêmio) \| \| Ergebnis: 0:0 n. V. (5:4 i. E.) \| \| Zuschauer: 42.921 \| \| Schiedsrichter: Enrique Cáceres ( Paraguay) \| | CA Independiente | Aufstellung Grêmio Porto Alegre gegen CA Independiente |
| Grêmio Porto Alegre                                | Marcelo Grohe – Léo Moura 22., Pedro Geromel, Walter Kannemann, Bruno Cortez 116. – Jaílson 62., Maicón – Alisson 81., Luan Vieira, Everton – Cícero Santos Reserve Paulo Victor, Paulo Miranda 22., Marcelo Oliveira, Michel, Lima 116., Maicosuel 81., Jael Ferreira 62. Cheftrainer: Renato Gaúcho | Martín Campaña – Fabricio Bustos 108., Alan Franco, Fernando Amorebieta, Gastón Silva – Diego Martín Rodríguez 46., Nicolás Domingo – Maximiliano Meza, Fernando Gaibor, Jony 75. – Leandro Fernández 45. Reserve Damián Albil, Jorge Figal 45., Juan Sánchez Miño, Martín Benítez 46., Jonás Gutiérrez 108., Silvio Romero 75., Juan Manuel Martínez Cheftrainer: Ariel Holan | CA Independiente | Aufstellung Grêmio Porto Alegre gegen CA Independiente |
| Grêmio Porto Alegre                                | Elfmeterschießen | | CA Independiente | Aufstellung Grêmio Porto Alegre gegen CA Independiente |
| Grêmio Porto Alegre                                | Maicón Cícero Jael Everton Luan | F. Gaibor M. Meza N. Domingo S. Romero M. Benítez | CA Independiente | Aufstellung Grêmio Porto Alegre gegen CA Independiente |
| Grêmio Porto Alegre                                | Alisson (2.), Pedro Geromel (25.), Paulo Miranda (36.) | Diego Martín Rodríguez (16.), Gastón Silva (24.), Fernando Gaibor (35.) | CA Independiente | Aufstellung Grêmio Porto Alegre gegen CA Independiente |
| Grêmio Porto Alegre                                | Fernando Amorebieta (42.) | | CA Independiente | Aufstellung Grêmio Porto Alegre gegen CA Independiente |
| 21. Februar 2018 in Porto Alegre (Arena do Grêmio) | | |                  |                                                        |
| Ergebnis: 0:0 n. V. (5:4 i. E.)                    | | |                  |                                                        |
| Zuschauer: 42.921                                  | | |                  |                                                        |
| Schiedsrichter: Enrique Cáceres ( Paraguay)        | | |                  |                                                        |

## 2019
Die 27. Ausspielung des Wettbewerbs fand am 22. und 29. Mai 2019 zwischen dem Sieger der Copa Libertadores 2018 River Plate (Argentinien) und dem Sieger der Copa Sudamericana 2018 Athletico Paranaense (Brasilien) statt.

### Hinspiel
| Athletico Paranaense                        | Athletico Paranaense | River Plate | River Plate | Aufstellung                                        |
| ------------------------------------------- | --- | --- | ----------- | -------------------------------------------------- |
| Athletico Paranaense                        | \| 22. Mai 2019 in Curitiba (Arena da Baixada) \| \| Ergebnis: 1:0 (0:0) \| \| Schiedsrichter: Wilmar Roldán ( Kolumbien) \| \| Spielbericht \| | \| 22. Mai 2019 in Curitiba (Arena da Baixada) \| \| Ergebnis: 1:0 (0:0) \| \| Schiedsrichter: Wilmar Roldán ( Kolumbien) \| \| Spielbericht \| | River Plate | Aufstellung Athletico Paranaense gegen River Plate |
| Athletico Paranaense                        | Santos – Jonathan 65., Paulo André, Léo Pereira, Renan Lodi – Wellington 86., Bruno Guimarães – Nikão, Luis González 75., Rony – Marco Ruben Reserve Caio, Márcio Azevedo, Lucas Halter, Mádson 65., Erick, Léo Cittadini 75., Matheus Rossetto, Thonny Anderson 86., Bruno Nazário, Marcelo Cirino, Braian Romero, Vitinho Cheftrainer: Tiago Nunes | Franco Armani – Camilo Mayada 61., Javier Pinola , Lucas Martínez Quarta, Milton Casco – Nicolás De La Cruz, Enzo Pérez, Exequiel Palacios 71. – Ignacio Fernández – Matías Suárez 75., Lucas Pratto Reserve Germán Lux, Enrique Bologna, Robert Rojas, Nahuel Gallardo, Fabrizio Angileri 61., Luciano Lollo, Kevin Sibille, Bruno Zuculini 71., Jorge Carrascal, Leonardo Ponzio, Rafael Borré 75. Cheftrainer: Marcelo Gallardo | River Plate | Aufstellung Athletico Paranaense gegen River Plate |
| Athletico Paranaense                        | 25′ 1:0 Marco Ruben | | River Plate | Aufstellung Athletico Paranaense gegen River Plate |
| Athletico Paranaense                        | Paulo André (71.), Wellington(76.), Fabrizio Angileri (89.), Léo Pereira (90.+4) | Martínez Quarta (45.+3), Matías Suárez (68.) | River Plate | Aufstellung Athletico Paranaense gegen River Plate |
| Athletico Paranaense                        | Milton Casco (81.) | | River Plate | Aufstellung Athletico Paranaense gegen River Plate |
| 22. Mai 2019 in Curitiba (Arena da Baixada) | | |             |                                                    |
| Ergebnis: 1:0 (0:0)                         | | |             |                                                    |
| Schiedsrichter: Wilmar Roldán ( Kolumbien)  | | |             |                                                    |
| Spielbericht                                | | |             |                                                    |

### Rückspiel
| River Plate                                                                | River Plate | Athletico Paranaense | Athletico Paranaense | Aufstellung                                        |
| -------------------------------------------------------------------------- | --- | --- | -------------------- | -------------------------------------------------- |
| River Plate                                                                | \| 29. Mai 2019 in Buenos Aires (Estadio Monumental Antonio Vespucio Liberti) \| \| Ergebnis: 3:0 (0:0) \| \| Schiedsrichter: Roberto Tobar ( Chile) \| \| Spielbericht \| | \| 29. Mai 2019 in Buenos Aires (Estadio Monumental Antonio Vespucio Liberti) \| \| Ergebnis: 3:0 (0:0) \| \| Schiedsrichter: Roberto Tobar ( Chile) \| \| Spielbericht \| | Athletico Paranaense | Aufstellung River Plate gegen Athletico Paranaense |
| River Plate                                                                | Franco Armani – Gonzalo Montiel, Lucas Martínez Quarta, Javier Pinola, Fabrizio Angileri 86. – Leonardo Ponzio – Enzo Pérez, Exequiel Palacios 46. – Ignacio Fernández – Rafael Borré 71., Lucas Pratto Reserve Germán Lux, Robert Rojas, Nahuel Gallardo, Luciano Lollo, Bruno Zuculini, Jorge Carrascal, Nicolás De La Cruz 46., Camilo Mayada 86., Matías Suárez 71. Cheftrainer: Marcelo Gallardo | Santos – Jonathan 90+3., Paulo André, Léo Pereira, Renan Lodi – Nikão 78., Wellington, Bruno Guimarães, Rony – Luis González 87. – Marco Ruben Reserve Caio, Márcio Azevedo, Lucas Halter, Mádson, Erick, Léo Cittadini 87., Matheus Rossetto, Thonny Anderson, Bruno Nazário, Marcelo Cirino 78., Braian Romero 90.+3., Vitinho Cheftrainer: Tiago Nunes | Athletico Paranaense | Aufstellung River Plate gegen Athletico Paranaense |
| River Plate                                                                | 65′ 1:0 Ignacio Fernández 90+1′ 2:0 Lucas Pratto 90+5′ 2:0 Matías Suárez | | Athletico Paranaense | Aufstellung River Plate gegen Athletico Paranaense |
| River Plate                                                                | L. Martínez Quarta (55.), G. Montiel (58.) | L. González (45.+2), B. Guimarães (66.), R. Lodi (69.), Wellington (80.) | Athletico Paranaense | Aufstellung River Plate gegen Athletico Paranaense |
| 29. Mai 2019 in Buenos Aires (Estadio Monumental Antonio Vespucio Liberti) | | |                      |                                                    |
| Ergebnis: 3:0 (0:0)                                                        | | |                      |                                                    |
| Schiedsrichter: Roberto Tobar ( Chile)                                     | | |                      |                                                    |
| Spielbericht                                                               | | |                      |                                                    |

## 2020
Die 28. Ausspielung des Wettbewerbs fand am 19. und 26. Februar 2020 zwischen dem Sieger der Copa Libertadores 2019 Flamengo Rio de Janeiro (Brasilien) und dem Sieger der Copa Sudamericana 2019 Independiente del Valle (Ecuador) statt.

### Hinspiel
| Independiente del Valle                                | Independiente del Valle | Flamengo Rio de Janeiro | Flamengo Rio de Janeiro |
| ------------------------------------------------------ | --- | --- | ----------------------- |
| Independiente del Valle                                | \| 19. Februar 2020 in Quito (Estadio Olímpico Atahualpa) \| \| Ergebnis: 2:2 (1:0) \| \| Schiedsrichter: Leodán González ( Uruguay) \| \| Spielbericht \| | \| 19. Februar 2020 in Quito (Estadio Olímpico Atahualpa) \| \| Ergebnis: 2:2 (1:0) \| \| Schiedsrichter: Leodán González ( Uruguay) \| \| Spielbericht \| | Flamengo Rio de Janeiro |
| Independiente del Valle                                | Jorge Pinos – Jhon Jairo Sánchez, Richard Schunke, Luis Segovia, Beder Caicedo – Jacob Murillo, Cristian Pellerano , Lorenzo Faravelli 79., Fernando Guerrero Vásquez 61. – Alan Franco, Gabriel Torres 72. Reserve Wellington Ramírez, Hamilton Piedra, Pablo Andrés Alvarado, Anthony Landázuri, Angello Peralta, Ángelo Preciado 72., Efrén Mera 79., Dani Nieto, Alejandro Cabeza 61., Johao Chávez Cheftrainer: Miguel Ángel Ramírez | Diego Alves – Rafinha, Rodrigo Caio 84., Gustavo Henrique Vernes, Filipe Luís – Willian Arão, Gerson, Éverton Ribeiro, De Arrascaeta – Diego 46., Bruno Henrique 68. Reserve César, Renê, Matheus Dantas, Matheus Thuler 84., João Lucas, Vinícius Souza, Thiago Maia, Vitinho 46., Michael, Pedro 68., Pedro Rocha, Lincoln Cheftrainer: Jorge Jesus | Flamengo Rio de Janeiro |
| Independiente del Valle                                | 20′ 1:0 Murillo 90+1′ (Strafstoß) 2:2 Pellerano | 65′ 1:1 Bruno Henrique 85′ 1:2 Pedro | Flamengo Rio de Janeiro |
| Independiente del Valle                                | Cristian Pellerano (23.), Beder Caicedo (44.+4), Fernando Guerrero (48.), Alejandro Cabeza (86.) | Gerson (19.), Filipe Luís (78.), Gustavo Henrique (87.), Rafinha (90.+1) | Flamengo Rio de Janeiro |
| 19. Februar 2020 in Quito (Estadio Olímpico Atahualpa) | | |                         |
| Ergebnis: 2:2 (1:0)                                    | | |                         |
| Schiedsrichter: Leodán González ( Uruguay)             | | |                         |
| Spielbericht                                           | | |                         |

### Rückspiel
| Flamengo Rio de Janeiro                           | Flamengo Rio de Janeiro | Independiente del Valle | Independiente del Valle |
| ------------------------------------------------- | --- | --- | ----------------------- |
| Flamengo Rio de Janeiro                           | \| 26. Februar 2020 in Rio de Janeiro (Maracanã) \| \| Ergebnis: 3:0 (1:0) \| \| Schiedsrichter: Fernando Rapallini ( Argentinien) \| \| Spielbericht \| | \| 26. Februar 2020 in Rio de Janeiro (Maracanã) \| \| Ergebnis: 3:0 (1:0) \| \| Schiedsrichter: Fernando Rapallini ( Argentinien) \| \| Spielbericht \| | Independiente del Valle |
| Flamengo Rio de Janeiro                           | Diego Alves – Rafinha, Léo Pereira, Gustavo Henrique Vernes, Filipe Luís – Éverton Ribeiro 88., Willian Arão, Gerson, De Arrascaeta 75. – Gabriel Barbosa, Pedro 27. Reserve César, Renê, Matheus Dantas, Matheus Thuler, João Lucas, Diego, Thiago Maia 27., Robert Piris Da Motta, Vitinho 75., Michael 88., Pedro Rocha, Lincoln Cheftrainer: Jorge Jesus | Jorge Pinos – Ángelo Preciado, Richard Schunke, Luis Segovia 66., Beder Caicedo 55. – Cristian Pellerano , Lorenzo Faravelli 75., Jhon Jairo Sánchez, Alan Franco, Jacob Murillo – Gabriel Torres Reserve Wellington Ramírez, Hamilton Piedra, Pablo Andrés Alvarado, Anthony Landázuri, Efrén Mera, Dani Nieto 75., Fernando Guerrero Vásquez 55., Alejandro Cabeza 66., Johao Chávez Cheftrainer: Miguel Ángel Ramírez | Independiente del Valle |
| Flamengo Rio de Janeiro                           | 19′ 1:0 Barbosa 62′ 2:0 Gerson 89′ 2:0 Gerson | | Independiente del Valle |
| Flamengo Rio de Janeiro                           | Gerson (15.), Gustavo Henrique (88.) | Franco (79.) | Independiente del Valle |
| Flamengo Rio de Janeiro                           | Arão (23.) | Cabeza (86.) | Independiente del Valle |
| 26. Februar 2020 in Rio de Janeiro (Maracanã)     | | |                         |
| Ergebnis: 3:0 (1:0)                               | | |                         |
| Schiedsrichter: Fernando Rapallini ( Argentinien) | | |                         |
| Spielbericht                                      | | |                         |

## 2021
Die 29. Ausspielung des Wettbewerbs fand am 7. und 14. April 2021 zwischen dem Sieger der Copa Libertadores 2020 Palmeiras São Paulo (Brasilien) und dem Sieger der Copa Sudamericana 2020 CSD Defensa y Justicia (Argentinien) statt.

### Hinspiel
| CSD Defensa y Justicia                                                         | CSD Defensa y Justicia | Palmeiras São Paulo | Palmeiras São Paulo |
| ------------------------------------------------------------------------------ | --- | --- | ------------------- |
| CSD Defensa y Justicia                                                         | \| 7. April 2021 in Florencio Varela (Buenos Aires) (Estadio Norberto Tomaghello) \| \| Ergebnis: 1:2 (0:1) \| \| Schiedsrichter: Andrés Rojas ( Kolumbien) \| \| Spielbericht \| | \| 7. April 2021 in Florencio Varela (Buenos Aires) (Estadio Norberto Tomaghello) \| \| Ergebnis: 1:2 (0:1) \| \| Schiedsrichter: Andrés Rojas ( Kolumbien) \| \| Spielbericht \| | Palmeiras São Paulo |
| CSD Defensa y Justicia                                                         | Ezequiel Unsain – Matías Rodríguez, Adonis Frías, Fernando Meza, Marcelo Benítez – Raúl Loaiza 76., Enzo Fernández, Francisco Pizzini 69., Carlos Rotondi 76. – Braian Romero, Walter Bou Reserve Marcos Ledesma, Franco Paredes, Néstor Breitenbruch, Juan Gabriel Rodríguez, Nahuel Gallardo, Emanuel Brítez, Tomás Martínez 69., Lautaro Escalante 76., Valentín Larralde, Miguel Merentiel, Ciro Rius, Eugenio Isnaldo 76. Cheftrainer: Sebastián Beccacece | Wéverton – Marcos Rocha, Luan Garcia, Gustavo Gómez, Matías Viña – Felipe Melo 63., Zé Rafael 63., Breno Lopes 80., Raphael Veiga 59. – Willian 59., Rony Reserve Jailson, Lucas Esteves 59., Mayke 80., Victor Luis, Alan Empereur, Patrick de Paula 63., Gustavo Scarpa 59., Lucas Lima, Danilo 63., Wesley, Rafael Papagaio, Giovani Cheftrainer: Abel Ferreira | Palmeiras São Paulo |
| CSD Defensa y Justicia                                                         | 58′ 1:1 Braian Romero | 16′ 0:1 Rony 75′ 1:2 Gustavo Scarpa | Palmeiras São Paulo |
| CSD Defensa y Justicia                                                         | Marcelo Benítez (36.), Fernando Meza (54.), Matías Rodríguez (90.+6), Adonis Frías (90.+6) | Luan Garcia (32.), Lucas Lima (35.), Patrick de Paula (79.), Matías Viña (84.), Gustavo Scarpa (88.) | Palmeiras São Paulo |
| 7. April 2021 in Florencio Varela (Buenos Aires) (Estadio Norberto Tomaghello) | | |                     |
| Ergebnis: 1:2 (0:1)                                                            | | |                     |
| Schiedsrichter: Andrés Rojas ( Kolumbien)                                      | | |                     |
| Spielbericht                                                                   | | |                     |

### Rückspiel
| Palmeiras São Paulo                                                      | Palmeiras São Paulo | CSD Defensa y Justicia | CSD Defensa y Justicia |
| ------------------------------------------------------------------------ | --- | --- | ---------------------- |
| Palmeiras São Paulo                                                      | \| 14. April 2021 in Brasília (Estádio Nacional de Brasília Mané Garrincha) \| \| Ergebnis: 1:2 (1:1) n. V. (3:4 i. E.) \| \| Schiedsrichter: Leodán González ( Uruguay) \| \| Spielbericht \| | \| 14. April 2021 in Brasília (Estádio Nacional de Brasília Mané Garrincha) \| \| Ergebnis: 1:2 (1:1) n. V. (3:4 i. E.) \| \| Schiedsrichter: Leodán González ( Uruguay) \| \| Spielbericht \| | CSD Defensa y Justicia |
| Palmeiras São Paulo                                                      | Wéverton – Marcos Rocha 106., Luan Garcia, Gustavo Gómez , Matías Viña – Patrick de Paula 83., Danilo, Raphael Veiga 77. – Breno Lopes 63., Rony, Wesley 63. Reserve Jailson, Mayke 63., Victor Luis, Alan Empereur 83., Zé Rafael, Gustavo Scarpa, Danilo Barbosa, Gabriel Menino 77., Felipe Melo 83., Luiz Adriano 106., Gabriel Veron 63. 83., Willian Cheftrainer: Abel Ferreira | Ezequiel Unsain – Matías Rodríguez 106., Adonis Frías, Fernando Meza, Marcelo Benítez 112. – Raúl Loaiza 77., Enzo Fernández, Francisco Pizzini 85., Carlos Rotondi 80. – Braian Romero, Walter Bou 106. Reserve Marcos Ledesma, Néstor Breitenbruch 112., Juan Gabriel Rodríguez, Nahuel Gallardo, Emanuel Brítez 106., Tomás Martínez, Lautaro Escalante 106., Valentín Larralde, Miguel Merentiel 85., Ciro Rius, Gabriel Hachen 77., Eugenio Isnaldo 80. Cheftrainer: Sebastián Beccacece | CSD Defensa y Justicia |
| Palmeiras São Paulo                                                      | 22′ (Strafstoß) 1:0 Raphael Veiga | 30′ 1:1 Braian Romero 90+3′ 1:2 Marcelo Benítez | CSD Defensa y Justicia |
| Palmeiras São Paulo                                                      | Elfmeterschießen | | CSD Defensa y Justicia |
| Palmeiras São Paulo                                                      | 1:0 Gabriel Menino 1:1 Luiz Adriano 2:2 Gustavo Gómez 3:3 Rony 3:4 Wéverton | 1:1 Adonis Frías 1:2 Miguel Merentiel 2:3 Eugenio Isnaldo 3:4 Enzo Fernández | CSD Defensa y Justicia |
| Palmeiras São Paulo                                                      | Wesley (59.), Patrick de Paula (82.), Marcos Rocha (90.+1), Rony (110.) | Sebastián Beccacece (32.), Raúl Loaiza (63.), Marcelo Benítez (84.), Adonis Frías (110.) | CSD Defensa y Justicia |
| Palmeiras São Paulo                                                      | Matías Viña (69.) | Braian Romero (98.) | CSD Defensa y Justicia |
| Palmeiras São Paulo                                                      | Gómez scheitert mit Foulelfmeter an Unsain (99.) | | CSD Defensa y Justicia |
| 14. April 2021 in Brasília (Estádio Nacional de Brasília Mané Garrincha) | | |                        |
| Ergebnis: 1:2 (1:1) n. V. (3:4 i. E.)                                    | | |                        |
| Schiedsrichter: Leodán González ( Uruguay)                               | | |                        |
| Spielbericht                                                             | | |                        |

## 2022
Die 30. Ausspielung des Wettbewerbs fand am 23. Februar und 2. März 2022 zwischen dem Sieger der Copa Libertadores 2021 SE Palmeiras (Brasilien) und dem Sieger der Copa Sudamericana 2021 Athletico Paranaense (Brasilien) statt.

### Hinspiel
| Athletico Paranaense                            | Athletico Paranaense | SE Palmeiras | SE Palmeiras |
| ----------------------------------------------- | --- | --- | ------------ |
| Athletico Paranaense                            | \| 23. Februar 2022 in Curitiba (Arena da Baixada) \| \| Ergebnis: 2:2 (1:1) \| \| Zuschauer: 25.072 \| \| Schiedsrichter: Facundo Tello ( Argentinien) \| \| Spielbericht \| | \| 23. Februar 2022 in Curitiba (Arena da Baixada) \| \| Ergebnis: 2:2 (1:1) \| \| Zuschauer: 25.072 \| \| Schiedsrichter: Facundo Tello ( Argentinien) \| \| Spielbericht \| | SE Palmeiras |
| Athletico Paranaense                            | Santos – Marcinho, Pedro Henrique, Thiago Heleno , Abner Vinícius 89. – Matheus Fernandes, Hugo Moura 71., Erick 89., Rômulo Cardoso – Léo Cittadini, David Terans 67. Reserve Bento, Khellven, Nicolás Hernández 89., Zé Ivaldo 89., Pedrinho, Marlos 67., Christian 71., Carlos Eduardo, Davi Araújo, Guilherme Bissoli, Jajá, John Mercado Cheftrainer: Alberto Valentim do Carmo Neto | Wéverton – Marcos Rocha , Benjamín Kuscevic, Murilo Cerqueira, Joaquín Piquerez – Eduard Atuesta 57., Jailson 71., Danilo – Dudu 71., Raphael Veiga, Rony 83. Reserve Marcelo Lomba, Renan, Jorge, Mayke, Patrick de Paula, Zé Rafael 71., Wesley 57., Deyverson, Giovani, Breno Lopes, Gabriel Veron 71., Rafael Navarro 83. Cheftrainer: Abel Ferreira ( Portugal) | SE Palmeiras |
| Athletico Paranaense                            | 1:0 Terans (19.) 2:1 Marlos (76.) | 1:1 Jailson (28.) 2:2 Veiga (90.+7 Strafstoß) | SE Palmeiras |
| Athletico Paranaense                            | Heleno (70.), Erick (73.), Hernández (90.+6) | | SE Palmeiras |
| 23. Februar 2022 in Curitiba (Arena da Baixada) | | |              |
| Ergebnis: 2:2 (1:1)                             | | |              |
| Zuschauer: 25.072                               | | |              |
| Schiedsrichter: Facundo Tello ( Argentinien)    | | |              |
| Spielbericht                                    | | |              |

### Rückspiel
| SE Palmeiras                                  | SE Palmeiras | Athletico Paranaense | Athletico Paranaense |
| --------------------------------------------- | --- | --- | -------------------- |
| SE Palmeiras                                  | \| 2. März 2022 in São Paulo (Allianz Parque) \| \| Ergebnis: 2:0 (0:0) \| \| Zuschauer: 30.065 \| \| Schiedsrichter: Jesús Valenzuela ( Venezuela) \| \| Spielbericht \|                                                                        | \| 2. März 2022 in São Paulo (Allianz Parque) \| \| Ergebnis: 2:0 (0:0) \| \| Zuschauer: 30.065 \| \| Schiedsrichter: Jesús Valenzuela ( Venezuela) \| \| Spielbericht \| | Athletico Paranaense |
| SE Palmeiras                                  | Wéverton – Marcos Rocha, Gustavo Gómez , Murilo Cerqueira, Joaquín Piquerez – Raphael Veiga (87. Mayke), Danilo, Zé Rafael (70. Jailson) – Eduardo (87. Eduard Atuesta), Rony, Gabriel Veron (46. Wesley) Cheftrainer: Abel Ferreira ( Portugal) | Santos – Khellven (85. Christian), Pedro Henrique, Thiago Heleno , Abner Vinícius – Matheus Fernandes (74. Julimar), Hugo Moura (86. Rômulo Cardoso), Erick – Léo Cittadini (62. Marlos), Pablo Felipe Teixeira, David Terans (62. John Mercado) Cheftrainer: Alberto Valentim do Carmo Neto | Athletico Paranaense |
| SE Palmeiras                                  | 1:0 Zé Rafael (50.) 2:0 Danilo (88.) | | Athletico Paranaense |
| SE Palmeiras                                  | Abel Ferreira (63.) | | Athletico Paranaense |
| SE Palmeiras                                  | Abel Ferreira (90.+1') | | Athletico Paranaense |
| 2. März 2022 in São Paulo (Allianz Parque)    | | |                      |
| Ergebnis: 2:0 (0:0)                           | | |                      |
| Zuschauer: 30.065                             | | |                      |
| Schiedsrichter: Jesús Valenzuela ( Venezuela) | | |                      |
| Spielbericht                                  | | |                      |

## 2023
Die 31. Ausspielung des Wettbewerbs fanden am 21. und 28. Februar 2023 zwischen dem Sieger der Copa Libertadores 2022 Flamengo Rio de Janeiro (Brasilien) und dem Sieger der Copa Sudamericana 2022 Independiente del Valle (Ecuador) statt.

### Hinspiel
| Independiente del Valle                             | Independiente del Valle | Flamengo Rio de Janeiro | Flamengo Rio de Janeiro |
| --------------------------------------------------- | --- | --- | ----------------------- |
| Independiente del Valle                             | \| 21. Februar 2023 in Quito (Estadio Banco Guayaquil) \| \| Ergebnis: 1:0 (0:0) \| \| Schiedsrichter: Piero Maza ( Chile) \| \| Spielbericht \| | \| 21. Februar 2023 in Quito (Estadio Banco Guayaquil) \| \| Ergebnis: 1:0 (0:0) \| \| Schiedsrichter: Piero Maza ( Chile) \| \| Spielbericht \| | Flamengo Rio de Janeiro |
| Independiente del Valle                             | Moisés Ramírez – Mateo Carabajal, Richard Schunke, Agustín García Basso – Matías Fernández, Cristian Pellerano 73., Lorenzo Faravelli, Beder Caicedo 84., Junior Sornoza 69' 90+3. – Lautaro Díaz 73., Kevin Rodríguez 84. Reserve Kleber Pinargote, Anthony Landázuri, Gustavo Cortez, Esnáider Cabezas, Jordy Alcívar 84., Nicolás Previtali 90+3., Yaimar Medina, Patrik Mercado, Kendry Páez, Michael Hoyos 73., Alan Minda 84., Julio Joao Ortiz 73. Cheftrainer: Martín Anselmi | Santos – Guillermo Varela, Fabrício Bruno, David Luiz, Ayrton Lucas – Éverton Ribeiro 78., Thiago Maia 86., Arturo Vidal, Giorgian De Arrascaeta – Gabriel Barbosa, Pedro 63. Reserve Matheus Cunha, Rodrigo Caio, Pablo, Cleiton, Matheuzinho, Erick Pulgar, Lorran Lucas, Matheus França, Igor Jesus, Everton 78., Matheus Gonçalves 86., Mateusão Cheftrainer: Vítor Pereira ( Portugal) | Flamengo Rio de Janeiro |
| Independiente del Valle                             | 1:0 Carabajal (69.) | | Flamengo Rio de Janeiro |
| Independiente del Valle                             | Faravelli (37.), Ramírez (40.), Rodríguez (52.), Carabajal (77.), Sornoza (90.) | Vidal (34.), Pedro (40.), Bruno (66.), Luiz (90.), Barbosa (90.+7') | Flamengo Rio de Janeiro |
| Independiente del Valle                             | Ortiz (88.) | | Flamengo Rio de Janeiro |
| 21. Februar 2023 in Quito (Estadio Banco Guayaquil) | | |                         |
| Ergebnis: 1:0 (0:0)                                 | | |                         |
| Schiedsrichter: Piero Maza ( Chile)                 | | |                         |
| Spielbericht                                        | | |                         |

### Rückspiel
| Flamengo Rio de Janeiro                       | Flamengo Rio de Janeiro | Independiente del Valle | Independiente del Valle |
| --------------------------------------------- | --- | --- | ----------------------- |
| Flamengo Rio de Janeiro                       | \| 28. Februar 2023 in Rio de Janeiro (Maracanã) \| \| Ergebnis: 1:0 n. V., 4:5 i. E. \| \| Schiedsrichter: Andrés Matonte ( Uruguay) \| \| Spielbericht \| | \| 28. Februar 2023 in Rio de Janeiro (Maracanã) \| \| Ergebnis: 1:0 n. V., 4:5 i. E. \| \| Schiedsrichter: Andrés Matonte ( Uruguay) \| \| Spielbericht \| | Independiente del Valle |
| Flamengo Rio de Janeiro                       | Santos – Guillermo Varela 82., Fabrício Bruno, David Luiz, Ayrton Lucas 112. – Éverton Ribeiro 82., Thiago Maia 72., Arturo Vidal 72., Giorgian De Arrascaeta – Gabriel Barbosa, Pedro 112. Reserve Matheus Cunha, Rodrigo Caio, Pablo, Matheuzinho 82., Lorran Lucas, Gerson 72., Matheus França, Igor Jesus, Everton 72. 90+6', Marinho 112., Matheus Gonçalves 82., Mateusão 112. Cheftrainer: Vítor Pereira ( Portugal) | Moisés Ramírez – Mateo Carabajal, Richard Schunke, Agustín García Basso – Matías Fernández 90+2., Cristian Pellerano 100., Lorenzo Faravelli, Beder Caicedo 99. – Jordy Alcívar 63., Junior Sornoza 72., Lautaro Díaz 72. Reserve Kleber Pinargote, Anthony Landázuri 72., Gustavo Cortez 99., Esnáider Cabezas, Nicolás Previtali 100., Yaimar Medina, Patrik Mercado 90+2., Kendry Páez, Kevin Rodríguez 63., Michael Hoyos 72., Alan Minda Cheftrainer: Martín Anselmi | Independiente del Valle |
| Flamengo Rio de Janeiro                       | 1:0 De Arrascaeta (90.+6') | | Independiente del Valle |
| Flamengo Rio de Janeiro                       | Elfmeterschießen | | Independiente del Valle |
| Flamengo Rio de Janeiro                       | 0:0 De Arrascaeta 1:1 David Luiz 2:2 Éverton 3:3 Gerson 4:4 Gabriel Barbosa | 0:1 Lorenzo Faravelli 1:2 Michael Hoyos 2:3 Nicolás Previtali 3:4 Richard Schunke 4:5 Anthony Landazuri | Independiente del Valle |
| Flamengo Rio de Janeiro                       | Ribeiro (39.), Maia (44.), Vidal (45.+1'), Varela (65.), Luiz (74.), Mateusão (114.) | Pellerano (14.), Carabajal (45.+1'), Alcívar (63.), Caicedo (90.+1'), Ramírez (110.) | Independiente del Valle |
| Flamengo Rio de Janeiro                       | Gerson und Gabriel Barbosa erhielten im Elfmeterschießen die gelbe Karte. | Schunke erhielt im Elfmeterschießen die gelbe Karte. | Independiente del Valle |
| 28. Februar 2023 in Rio de Janeiro (Maracanã) | | |                         |
| Ergebnis: 1:0 n. V., 4:5 i. E.                | | |                         |
| Schiedsrichter: Andrés Matonte ( Uruguay)     | | |                         |
| Spielbericht                                  | | |                         |

## 2024
Die 32. Ausspielung des Wettbewerbs fanden am 22. und 29. Februar 2024 zwischen dem Sieger der Copa Libertadores 2023 Fluminense FC (Brasilien) und dem Sieger der Copa Sudamericana 2023 LDU Quito (Ecuador) statt.

### Hinspiel
| LDU Quito                                               | LDU Quito | Fluminense FC | Fluminense FC |
| ------------------------------------------------------- | --- | --- | ------------- |
| LDU Quito                                               | \| 22. Februar 2024 in Quito (Estadio Rodrigo Paz Delgado) \| \| Ergebnis: 1:0 (0:0) \| \| Zuschauer: 30.712 \| \| Schiedsrichter: Andrés Rojas ( Kolumbien) \| \| Spielbericht \| | \| 22. Februar 2024 in Quito (Estadio Rodrigo Paz Delgado) \| \| Ergebnis: 1:0 (0:0) \| \| Zuschauer: 30.712 \| \| Schiedsrichter: Andrés Rojas ( Kolumbien) \| \| Spielbericht \| | Fluminense FC |
| LDU Quito                                               | Alexander Domínguez – José Quintero, Ricardo Adé, Richard Mina, Leonel Quiñónez – Óscar Zambrano 70., Luis Estupiñán 56., Lucas Piovi , Sebastián González 77., Jhojan Julio – Jan Carlos Hurtado 70. Reserve Gonzalo Valle, Daykol Romero, Andrés Zanini, Bryan Ramírez, Alexander Alvarado, Gabriel Villamíl 70., Jefferson Valverde, Lisandro Alzugaray 77., Michael Estrada 70., Miguel Parrales, Alex Arce 56., Jairón Charcopa Cheftrainer: Adrián Gabbarini ( Argentinien) | Fábio – Guga, Thiago Santos, Felipe Melo 56., Marcelo 14. – Matheus Martinelli, André Trindade, Ganso 69. – Jhon Arias, Germán Cano 69., Keno 55. Reserve Felipe Alves, Marlon Santos 56., Diogo 14., Antônio Carlos Capocasali, Alexsander, Renato Augusto, Gabriel Appelt, Lima 69., David Terans, Lelê 69., Marquinhos, Douglas Costa 55. Cheftrainer: Fernando Diniz | Fluminense FC |
| LDU Quito                                               | 1:0 Arce (90.+2') | | Fluminense FC |
| LDU Quito                                               | Piovi (47.), Gabbarini (78.), Arce (90.+5') | Diniz (17.), Martinelli (43.), Guga (74.) | Fluminense FC |
| 22. Februar 2024 in Quito (Estadio Rodrigo Paz Delgado) | | |               |
| Ergebnis: 1:0 (0:0)                                     | | |               |
| Zuschauer: 30.712                                       | | |               |
| Schiedsrichter: Andrés Rojas ( Kolumbien)               | | |               |
| Spielbericht                                            | | |               |

### Rückspiel
| Fluminense FC                                 | Fluminense FC | LDU Quito | LDU Quito |
| --------------------------------------------- | --- | --- | --------- |
| Fluminense FC                                 | \| 29. Februar 2024 in Rio de Janeiro (Maracanã) \| \| Ergebnis: 2:0 (0:0) \| \| Zuschauer: 61.217 \| \| Schiedsrichter: Facundo Tello ( Argentinien) \| \| Spielbericht \| | \| 29. Februar 2024 in Rio de Janeiro (Maracanã) \| \| Ergebnis: 2:0 (0:0) \| \| Zuschauer: 61.217 \| \| Schiedsrichter: Facundo Tello ( Argentinien) \| \| Spielbericht \| | LDU Quito |
| Fluminense FC                                 | Fábio – Samuel Xavier 85., Thiago Santos, Felipe Melo 46., Diogo 67. – Matheus Martinelli, André Trindade, Ganso 67. – Jhon Arias, Germán Cano, Keno 66. Reserve Felipe Alves, Marlon Santos, Marcelo 67., Guga 85., Antônio Carlos Capocasali, Alexsander, Renato Augusto 67., Lima, David Terans, John Kennedy 46., Lelê, Douglas Costa 66. Cheftrainer: Fernando Diniz | Alexander Domínguez – José Quintero, Ricardo Adé, Richard Mina, Leonel Quiñónez – Óscar Zambrano 90+1., Luis Estupiñán 72., Lucas Piovi , Jefferson Valverde 90+1., Sebastián González 82. – Jan Carlos Hurtado 71. Reserve Gonzalo Valle, Daykol Romero, Andrés Zanini, Bryan Ramírez, Lisandro Alzugaray 82., Alexander Alvarado, Gabriel Villamíl 90+1., Michael Estrada 90+1., Jhojan Julio 72., Miguel Parrales, Alex Arce 71., Jairón Charcopa Cheftrainer: Adrián Gabbarini ( Argentinien) | LDU Quito |
| Fluminense FC                                 | 1:0 Arias (76.), 2:0 Arias (90., Elfmeter) | | LDU Quito |
| Fluminense FC                                 | Santos (78.), Cano (90.+4') | Quintero (67.), Julio (78.) | LDU Quito |
| Fluminense FC                                 | Kennedy (79.), Diogo (90.+3') | | LDU Quito |
| 29. Februar 2024 in Rio de Janeiro (Maracanã) | | |           |
| Ergebnis: 2:0 (0:0)                           | | |           |
| Zuschauer: 61.217                             | | |           |
| Schiedsrichter: Facundo Tello ( Argentinien)  | | |           |
| Spielbericht                                  | | |           |

## 2025
Die 33. Ausspielung des Wettbewerbs fand am 20. und 27. Februar 2025 zwischen dem Sieger der Copa Libertadores 2024 dem Botafogo FR (Brasilien) und dem Sieger der Copa Sudamericana 2024 Racing Club de Avellaneda (Argentinien) statt.
| Racing Club de Avellaneda                                 | Racing Club de Avellaneda | Botafogo FR | Botafogo FR |
| --------------------------------------------------------- | --- | --- | ----------- |
| Racing Club de Avellaneda                                 | \| 20. Februar 2025 in Avellaneda (Estadio Presidente Perón) \| \| Ergebnis: 2:0 (1:0) \| \| Schiedsrichter: Felipe González Alveal ( Chile) \| \| Spielbericht \| | \| 20. Februar 2025 in Avellaneda (Estadio Presidente Perón) \| \| Ergebnis: 2:0 (1:0) \| \| Schiedsrichter: Felipe González Alveal ( Chile) \| \| Spielbericht \| | Botafogo FR |
| 20. Februar 2025 in Avellaneda (Estadio Presidente Perón) | | |             |
| Ergebnis: 2:0 (1:0)                                       | | |             |
| Schiedsrichter: Felipe González Alveal ( Chile)           | | |             |
| Spielbericht                                              | | |             |

| Botafogo FR                                                         | Botafogo FR | Racing Club de Avellaneda | Racing Club de Avellaneda |
| ------------------------------------------------------------------- | --- | --- | ------------------------- |
| Botafogo FR                                                         | \| 27. Februar 2025 in Rio de Janeiro (Estádio Olímpico Nilton Santos) \| \| Ergebnis: 0:2 (0:0) \| \| Schiedsrichter: Jesús Valenzuela ( Venezuela) \| \| Spielbericht \| | \| 27. Februar 2025 in Rio de Janeiro (Estádio Olímpico Nilton Santos) \| \| Ergebnis: 0:2 (0:0) \| \| Schiedsrichter: Jesús Valenzuela ( Venezuela) \| \| Spielbericht \| | Racing Club de Avellaneda |
| 27. Februar 2025 in Rio de Janeiro (Estádio Olímpico Nilton Santos) | | |                           |
| Ergebnis: 0:2 (0:0)                                                 | | |                           |
| Schiedsrichter: Jesús Valenzuela ( Venezuela)                       | | |                           |
| Spielbericht                                                        | | |                           |